# Таиланд
Таила́нд (тайск. ประเทศไทย), официальное название — Короле́вство Таила́нд (тайск. ราชอาณาจักรไทย [râːtɕʰa ʔaːnaːtɕɑ̀k tʰɑj]), — государство в Юго-Восточной Азии, расположенное в юго-западной части полуострова Индокитай и в северной части полуострова Малакка. До 1939 года и в 1945—1949 годах страна была известна как Сиа́м.
Столица — Бангкок; государственный язык — тайский, близкий лаосскому и записываемый тайским письмом.

## Этимология
До 1939 года государство было известно в мире как Сиам. Это название может происходить от санскритского श्याम (śyāma) со значением «тёмный» или монского ရာမည (rhmañña) со значением «чужак», либо же от китайского названия этой местности Xian. 
Согласно некоторым учёным, часть тай (ไทย) в названии страны на тайском языке означает «свободный человек». Тайский учёный Тит Пхумисак считает, однако, что это слово означает просто «человек»: согласно его исследованиям, в некоторых сельских областях оно используется для обозначения человека вместо слова khon (คน), обычно используемого в этом значении. Таким образом, название тай можно возвести к этимону *k(ə)ri: «человек». 
Часть ланд означает «страна» и происходит из германских языков. «Таиланд» (англ. Thailand) — англоязычный вариант названия страны, введённый в обиход в 1939 году и означающий «страна тайцев»; тайский же вариант названия страны звучит как Пратхет Тхай или Мыанг-Тхай.
Название страны стало эпонимом для таких названий, как тайская кошка, сиамская кошка, сиамские близнецы, тайский бокс и тайский массаж.

## География

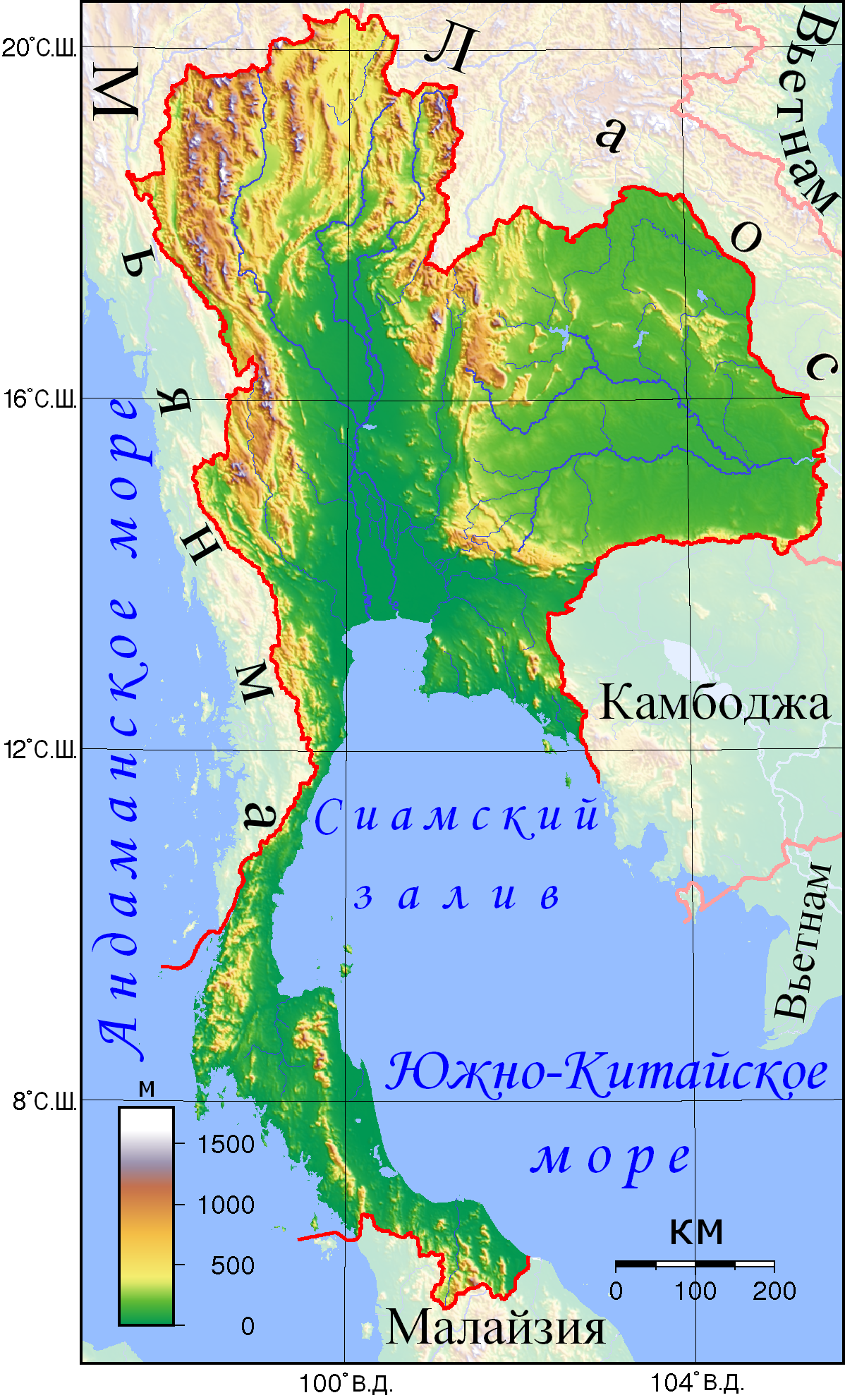
Рельеф Таиланда

Таиланд расположен в Юго-Восточной Азии, на полуостровах Индокитай и Малакка. С запада он омывается Андаманским морем, с востока — Сиамским заливом Южно-Китайского моря. Территория страны вытянута с севера на юг (расстояние от самой северной точки до самой южной точки — 1860 км). Благодаря центральному положению в Юго-Восточной Азии и наибольшей среди стран региона протяжённости с севера на юг, Таиланд имеет самый разнообразный в Юго-Восточной Азии климат, поэтому урожаи основных культур собираются несколько раз в год, а туристический сезон продолжается круглый год. Леса занимают 37 % территории страны: на севере — тропические листопадные, в более влажных южных районах — вечнозелёные тропические.

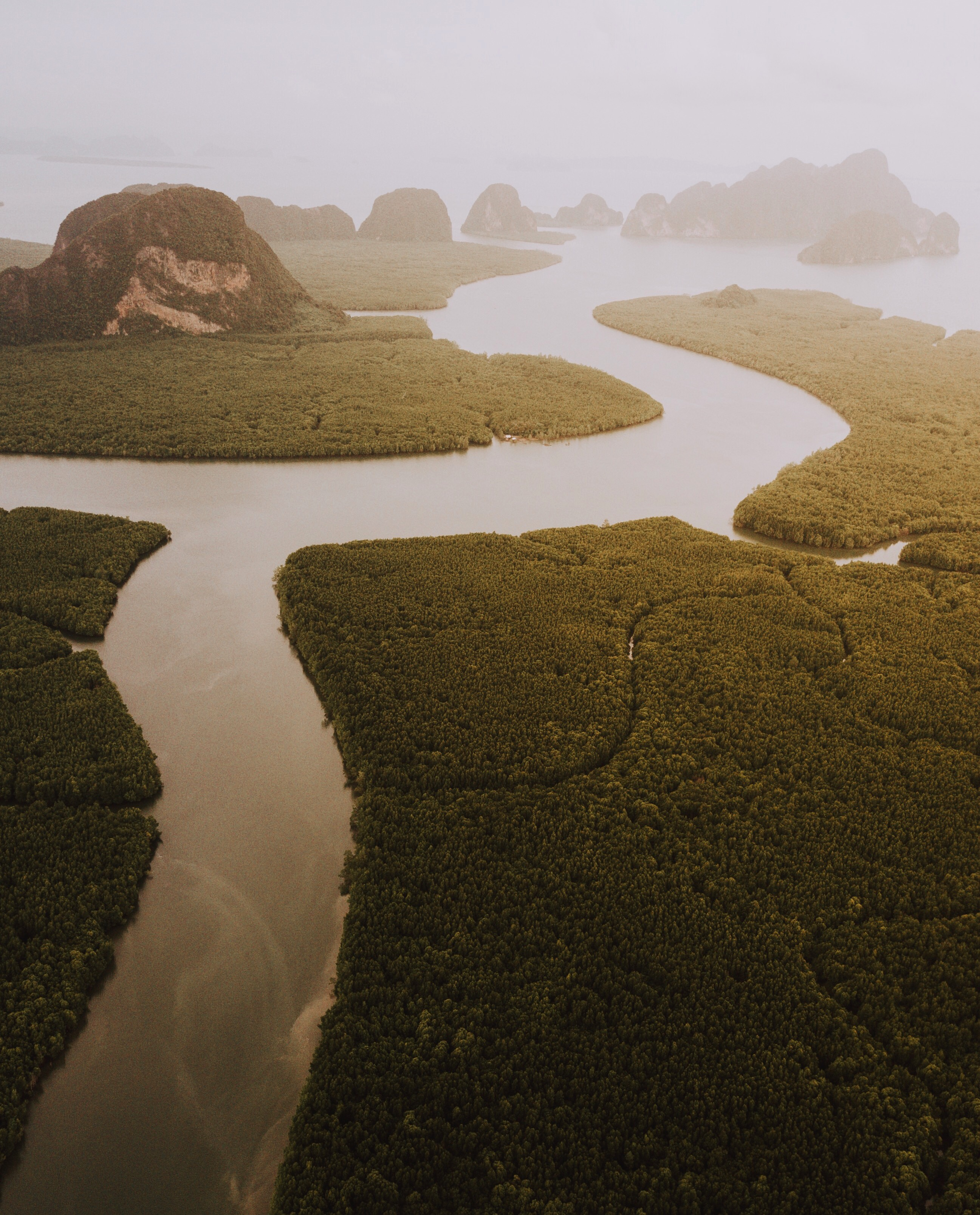
Национальный парк Ао Пханг Нга

Северную часть страны занимают тайские горы: здесь находится самая высокая точка страны, Дойинтанон (2565 м). Северо-восточную часть, называемую Исан, занимает плато Корат. Основную часть центрального региона Таиланда занимает долина реки Чаупхрая. Южная часть Таиланда делит полуостров Малакка с Мьянмой на севере и Малайзией на юге.

### Границы
Список государств, с которыми граничит Таиланд:
Сухопутные границы
 Мьянма,  Лаос,  Камбоджа,  Малайзия.
Морские границы
 Вьетнам,  Индонезия.

### Климат
Климат Таиланда — влажный тропический на севере страны, и субэкваториальный в центральной и южной частях, а на границе с Малайзией — экваториальный. Это объясняется расположением большей части страны в тропическом и субэкваториальном поясах и влиянием юго-западного и северо-восточного муссонов. Расстояние между крайней северной и крайней южной точками Таиланда составляет 1860 км, а перепад широт — около 15°. Такая протяжённость с севера на юг делает климат Таиланда одним из самых разнообразных в Юго-Восточной Азии.
Погодные условия в Таиланде составляют три сезона. Первый из них начинается в середине мая и продолжается до середины октября; это сезон дождей, приносимых юго-западным муссоном, больше всего осадков выпадает в августе и сентябре. Также в это время случаются тропические циклоны, что иногда приводит к наводнениям. К ноябрю дожди прекращаются, и наступает прохладный сухой сезон, продолжающийся до середины февраля; в это время преобладает северо-восточный муссон. После ослабления муссонов, в феврале — мае, наступает сильная жара, причём влажность воздуха постепенно увеличивается вплоть до начала нового муссонного сезона.
Чем ближе к экватору (югу страны), тем меньше перепад температур. Так, в горах на севере в самые прохладные месяцы (с декабря по февраль) ночная температура воздуха может опускаться до нуля, тогда как днём она достигает +25 °C. Самая высокая температура наблюдается в апреле и мае — тогда она выше +35 °C, но бывает и до +40 °C.

Осадков в Таиланде выпадает в среднем от 1200 до 1600 мм в год, однако в некоторых регионах на юге и востоке годовой уровень осадков может превосходить 4500 мм.

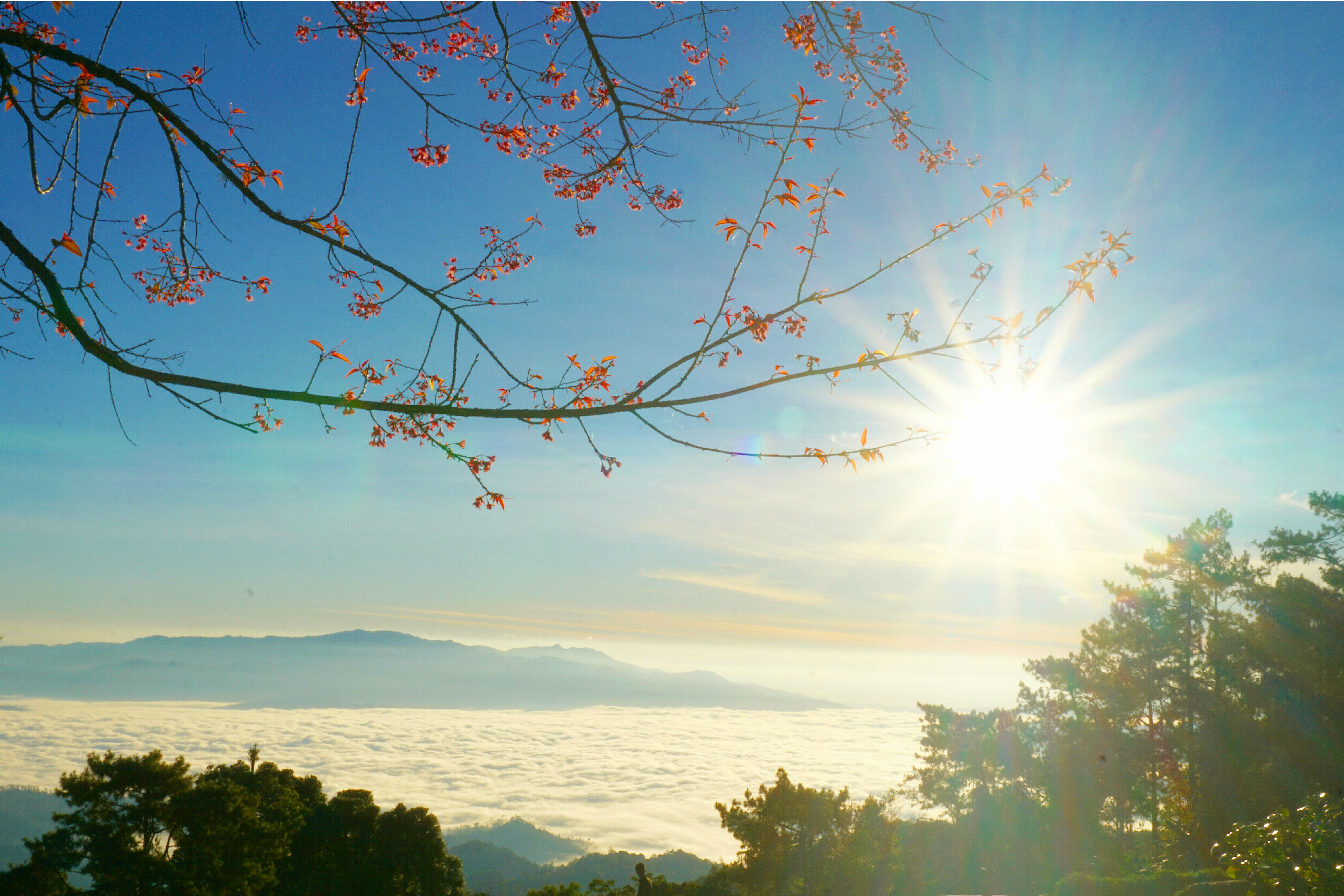
Север Таиланда
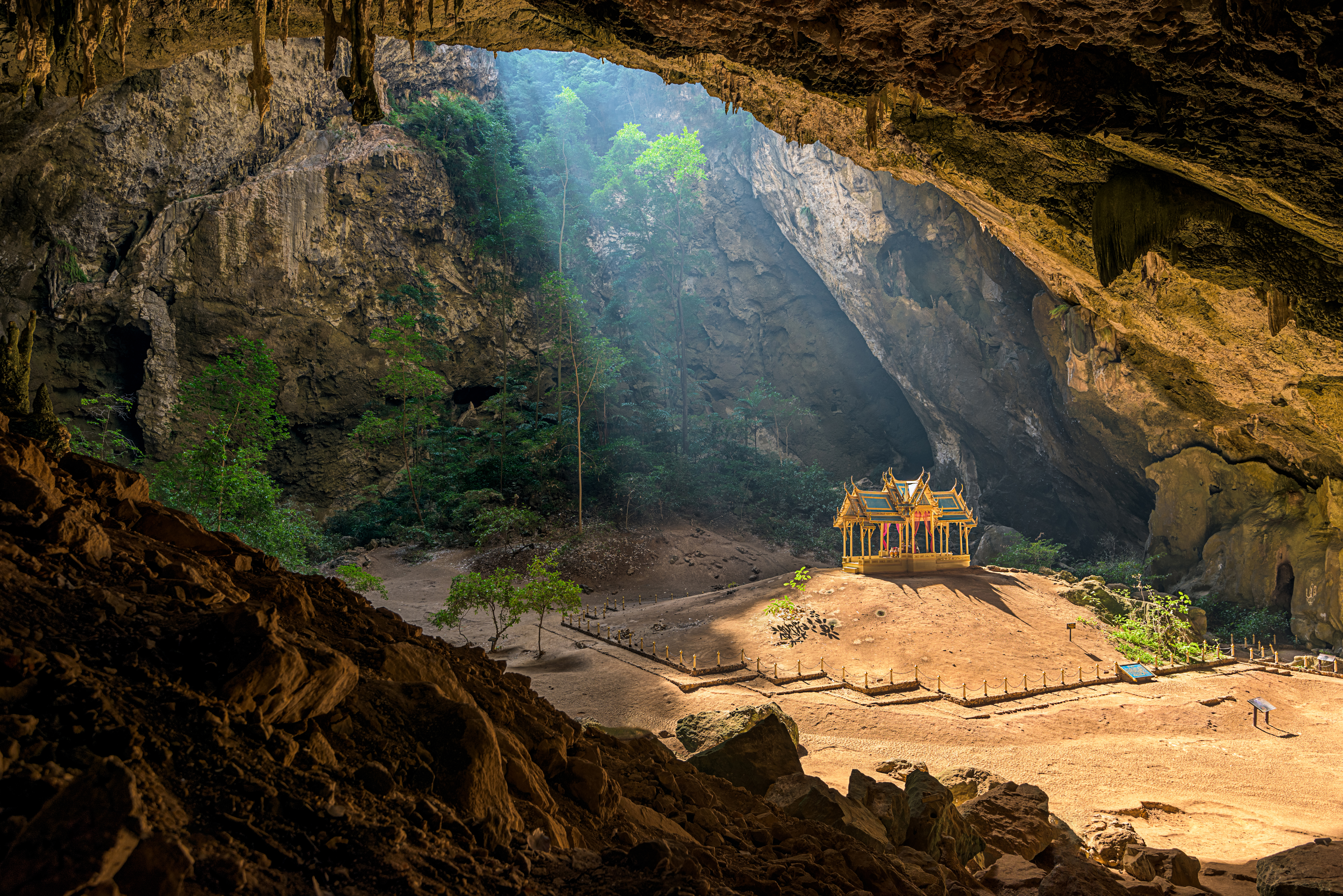
Западный Таиланд
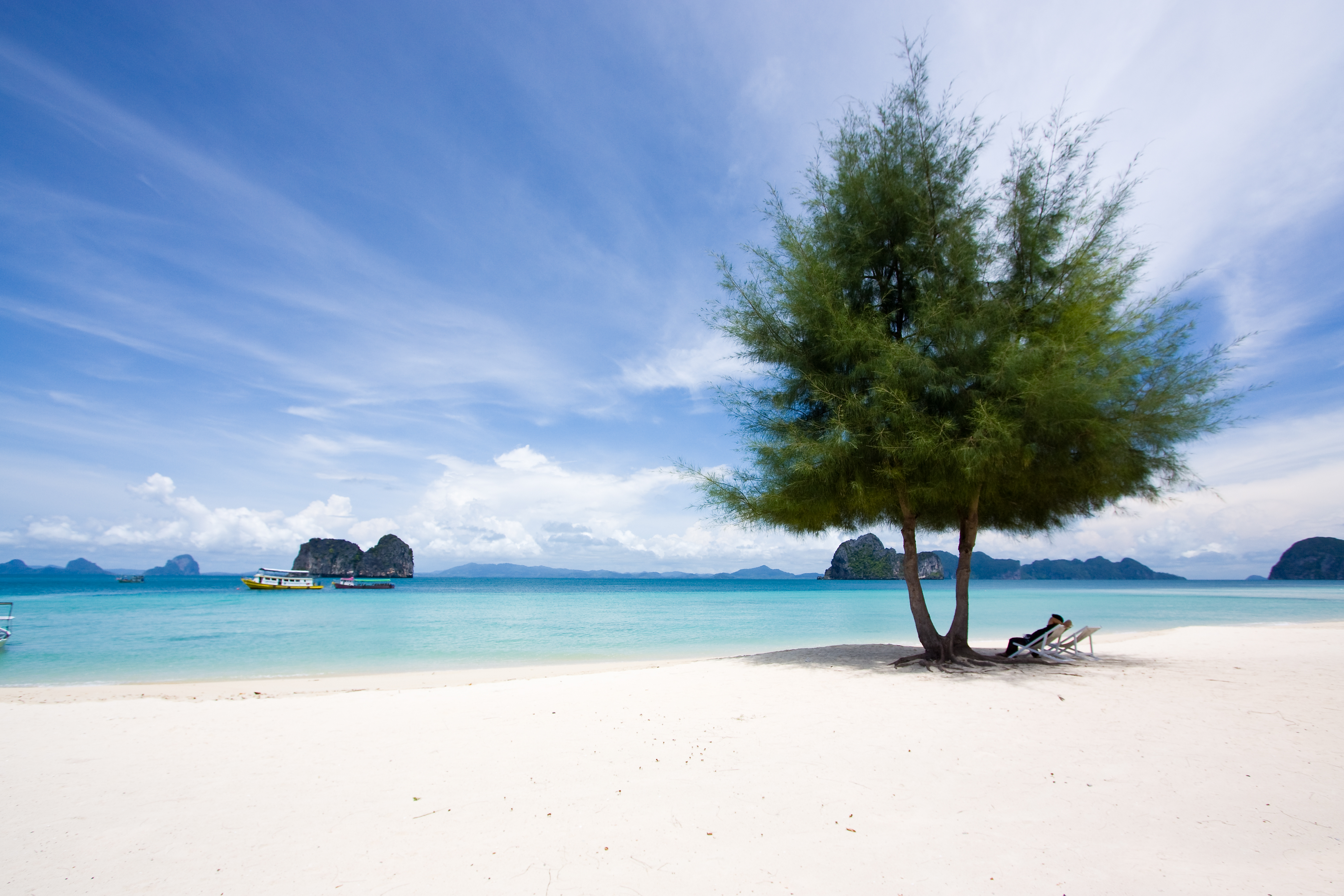
Южный Таиланд
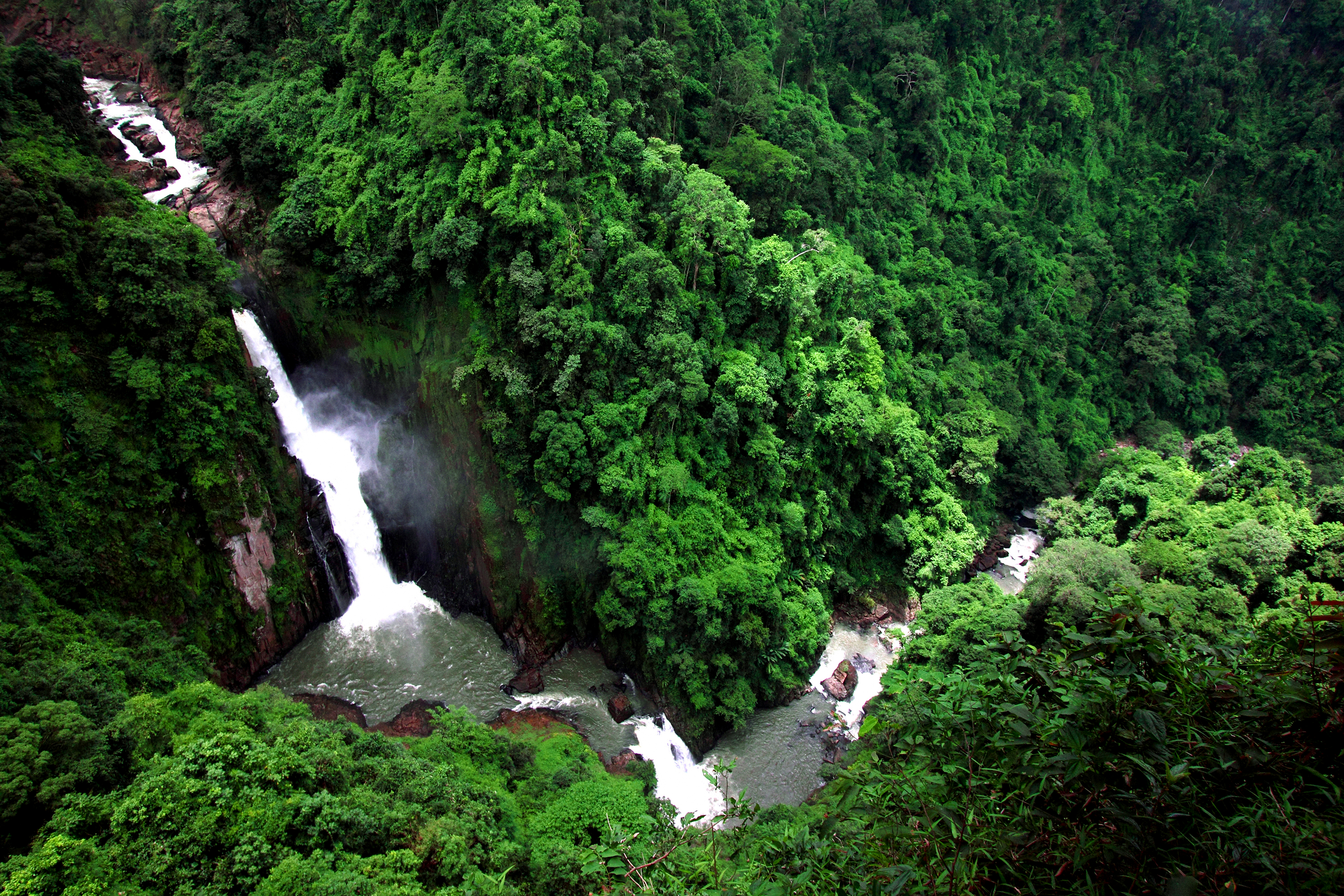
Северо-восток Таиланда
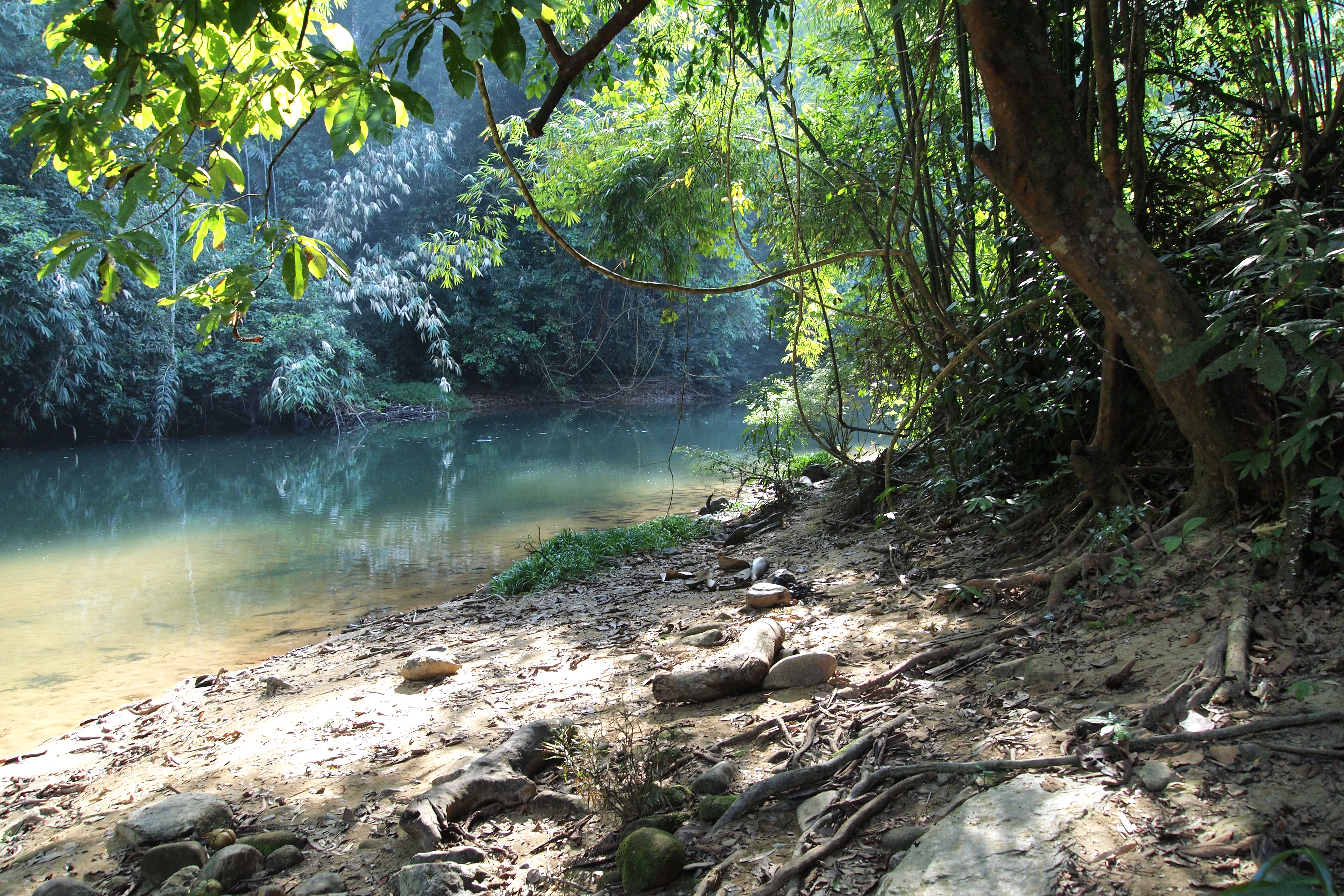
Водоём в дождевом лесу

### Флора и фауна
В Таиланде обитает самое маленькое млекопитающее в мире — свиноносая летучая мышь.

## Национальные символы

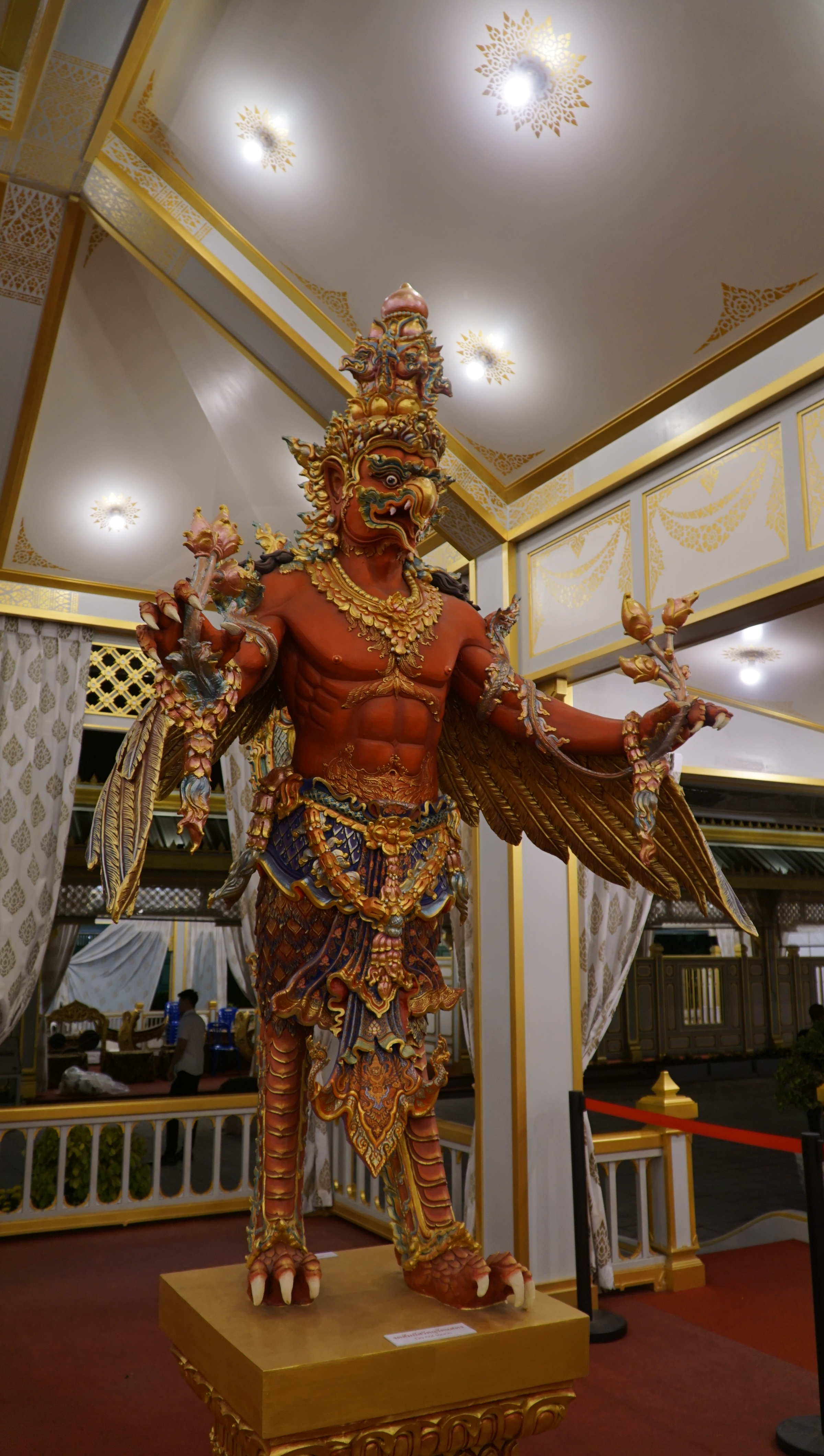
Гаруда на похоронах Пхумипо́н Адульяде́т.

Флаг Таиланда представляет собой пять горизонтальных полос, сверху вниз: красная, белая, синяя (двойной толщины), белая и красная. Красный цвет символизирует нацию и кровь жизни, белый — чистоту буддизма, синий — монархию.
Текст национального гимна Таиланда (по-тайски — Пхленг чат тай) был принят в 1939 году (автор — Пхра Джендуриянг), слова положены на музыку, принятую в 1932 году (автор — Луанг Саранупрапан). По закону необходимо вставать при исполнении национального гимна, который исполняется в Таиланде два раза в день, в 8:00 и 18:00, по телевидению и радио, а также в школах, офисах и театрах. Помимо национального гимна, есть также королевский гимн — Пхленг Санласоэн Пхра Барами («Салют монарху»), исполняемый в присутствии королевской семьи и при некоторых официальных церемониях.
Почитаемыми существами являются гаруда (мифический человек-птица, изображённый на гербе) и слон.

## История

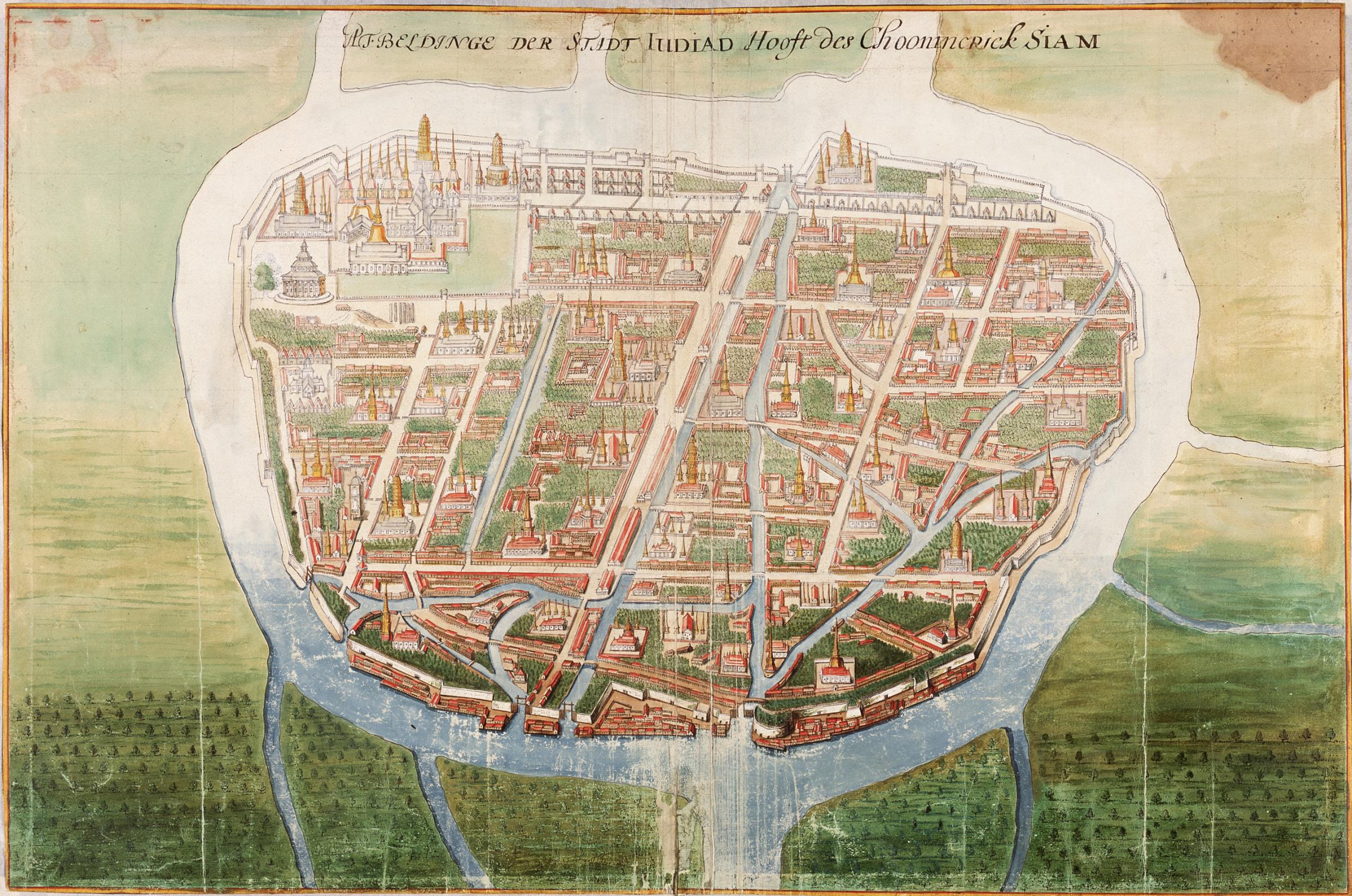
Картина Аюттхайи, Йоханнес Вингбунс, 1665

История страны берёт своё начало с королевства Сукхотаи, образованного в 1238 году. Его преемником стало королевство Аютия (Аюттхайя), основанное в 1350 году. К концу XV века Аютия стала доминирующим государством на Индокитайском полуострове, подчинив себе империю Кхмеров (современная Камбоджа и юг Вьетнама). С начала XVI века начались контакты Аютии с европейцами: в 1511 году сюда прибыл посол Португалии, за ним последовали представители Франции, Голландии и Англии. Начиная со второй половины XVII века начались проходившие с переменным успехом войны Сиама с Бирмой за контроль над Индокитаем, которые были завершены в 1770-х годах в пользу Сиама Таксином и Пра Буддха Йодфа Чулалоке. Последний после жестокой казни Таксина в 1782 году вступил на престол в качестве короля под именем Рамы I, основав династию Чакри, правившую на большей части полуострова, также он считается основателем Бангкока (основан в 1782 году).
В первой половине XIX века произошли несколько войн Сиама с Вьетнамом, в результате которых под контроль Бангкока вернулась Камбоджа. Во второй половине XIX века началось формирование колониальной системы в Юго-Восточной Азии, и Сиам оказался единственным государством этого региона, сохранившим независимость, в основном потому, что стал буферной зоной между колониями Великобритании (Бирма, Малайзия) и Франции (Лаос, Камбоджа, Вьетнам).
В основном мирная революция в 1932 году привела к тому, что Таиланд стал конституционной монархией. Раньше известный как Сиам, Таиланд впервые получил своё нынешнее имя в 1939 году, и во второй раз, уже окончательно, в 1949 году. После Второй мировой войны, в сентябре 1945 Таиланд был переименован в Сиам, а в июле 1949 — снова в Таиланд. В течение войны Таиланд поддерживал Японию, а после её окончания стал союзником США. Одним из самых известных представителей тайской культуры того периода был принц Дамронг Ратчанубаб. Он стал основателем современной системы образования страны и системы провинциального управления. Он был также историком и одним из наиболее влиятельных интеллектуалов Таиланда своего времени.
Рост стоимости рабочей силы в 1970-х годах в таких странах, как Япония, Сингапур, Тайвань и Южная Корея, привёл к тому, что транснациональные корпорации начали перемещать производства в страны, где рабочая сила оставалась дешёвой — в частности, в Таиланд. Начался приток зарубежных инвестиций (в первую очередь, японских), в 1970-х и 80-х годах быстро рос ВВП (около 10 % в год) и объём экспорта (14 % в год). Это, однако, мало затрагивало Таиланд как государство; росли расходы на создание инфраструктуры для создания благоприятного инвестиционного климата, которые окупались лишь частично. Как следствие, росли дефицит платёжного баланса и внешний долг. К середине 1990-х годов центральный банк Таиланда исчерпал свои валютные резервы, началась девальвация тайского бата, кризис в таиландской экономике стал основной причиной Азиатского экономического кризиса 1997 года. Таиланд получил финансовую помощь (в форме кредитов на общую сумму $17,2 млрд) от международного валютного фонда и других организаций, предоставленную при условии жёсткого урезания расходной части бюджета страны, достичь докризисного уровня реального ВВП удалось только через 10 лет.
26 декабря 2004 года на юго-западное побережье Таиланда обрушилось цунами. Погибло 5400 человек в Таиланде, половина из которых — туристы, ещё около 3 тысяч пропали без вести.

### Переворот в Таиланде в 2006 году
19 сентября 2006 года появились сообщения о военном перевороте в Таиланде. Премьер-министр Таксин Чинават, находясь на сессии Генеральной Ассамблеи ООН в Нью-Йорке, объявил в стране чрезвычайное положение и призвал военных прекратить незаконные манёвры. Захватив основные правительственные объекты, путчисты объявили о своей лояльности королю. В январе 2008 года военные передали власть новому правительству во главе с премьер-министром Самаком Сундаравея. В конце августа — начале сентября 2008 года в столице Таиланда прошли демонстрации и столкновения между сторонниками и противниками правительства Сундаравея. После смещения Самака Сундаравея по решению суда в начале сентября 2008 года и отказа его от переизбрания на пост король утвердил в должности премьер-министра Сомчая Вонгсавата.

### Военный переворот в Таиланде в 2014 году
20 мая 2014 года — введено военное положение. 22 мая 2014 года по всей стране военными введён комендантский час с 22:00 до 05:00 в целях предотвращения беспорядков. В курортных зонах был отменён через две недели, в Бангкоке — немного позже. Командующий армией Таиланда генерал Прают Чан-Оча в телеобращении к нации объявил о военном перевороте в стране. Также было приостановлено действие конституции.

### Конфликт в Южном Таиланде
В Таиланде с 1948 продолжается вооружённый конфликт, вспыхнувший в южных провинциях Паттани, Яла и Наратхиват, где проживает значительное количество этнических малайцев-мусульман. Он вспыхнул в начале 2000-х годов и связан с деятельностью сепаратистских группировок, которые требуют большей автономии или независимости от Таиланда. Основные повстанческие группировки, такие как BRN (Barisan Revolusi Nasional), ведут партизанскую войну.

### Протесты 2020 года
В 2020 году в Таиланде начались антиправительственные протесты, на которых впервые за всю историю страны вопрос о реформировании монархии был поднят вплоть до обсуждения в парламенте.

## Государственное устройство

### Государственная символика
Флаг Таиланда представляет собой прямоугольное полотнище из пяти горизонтальных полос следующих цветов (сверху вниз): красный, белый, синий, белый и красный. Отношение ширины флага к его длине составляет 2:3.
Герб Таиланда представляет собой красную гаруду — фигуру буддийской и индуистской мифологии.
|      |      |
| Флаг | Герб |

Форма правления — конституционная монархия.
Глава государства — король из династии Чакри. Король утратил абсолютную власть, но остаётся Верховным главнокомандующим, символом единства нации и защитником буддизма. Умерший в 2016 предыдущий король Рама IX пользовался полным уважением нации, которое иногда использовалось во время политических кризисов. После его смерти королём Рамой X стал его сын Маха Вачиралонгкорн Махидол.

Здание парламента Таиланда

Парламент Таиланда — до 2014 года это была двухпалатная Национальная ассамблея, состоящая из Сената на 150 мест и Палаты представителей на 480 мест. В мае 2014 года парламентом стала Национальная законодательная ассамблея из 220 членов, назначенных военным режимом, в 2016 году количество членов было увеличено до 250. По конституции 2017 года предполагается восстановление двухпалатного парламента, Сенат на 250 мест будет назначаться военными, Палата представителей на 500 мест будет избираться всеобщими выборами сроком на 4 года (выборы были запланированы на февраль 2019 года).
Премьер-министр — Пхумтам Вечаячай (и. о., с 3 июля 2025 года).
Таиланд — активный член Ассоциации государств Юго-Восточной Азии.
Согласно Economist Intelligence Unit страна в 2018 была классифицирована по индексу демократии как гибридный режим.

## Административное деление

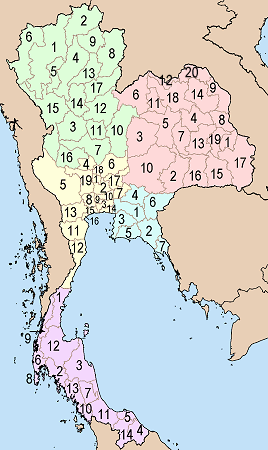

Географически, климатически, с точки зрения природных ресурсов, разнообразия форм рельефа и даже этнического состава населения Таиланд делится на пять основных регионов: Центральный, Восточный, Северный, Северо-восточный и Южный Таиланд.
Таиланд подразделяется на 77 провинций (чангват). В 2013 году муниципальное образование — столица страны Бангкок получила статус самостоятельной 77-й провинции.

## Внешняя политика

### Российско-тайские отношения

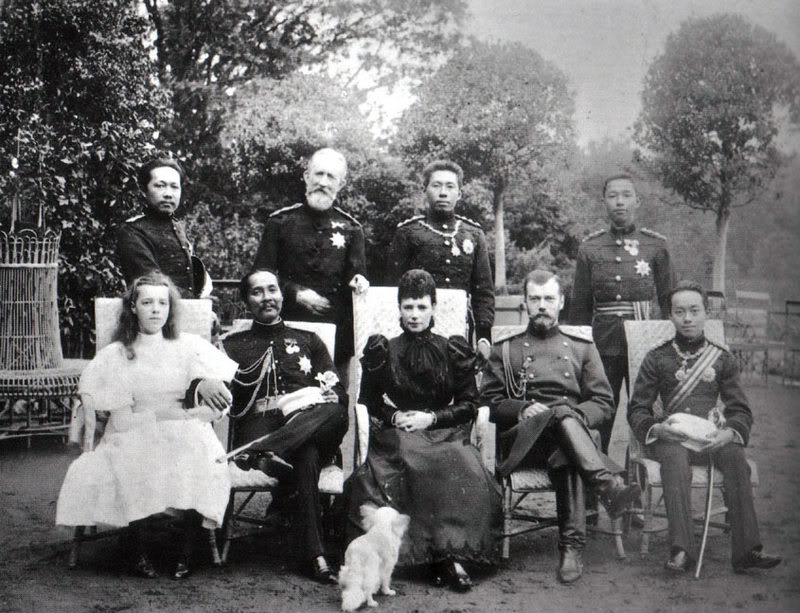
Король Чулалонгкорн в России 1897 г. с Николаем II, Александровский дворец

В конце XIX в. Таиланд (тогда — Сиам) видел в Российской империи возможного союзника, рассчитывая на помощь в отстаивании своей независимости от колониальных держав Европы и сохранении политического суверенитета. Отношения между двумя государствами постепенно укреплялись. В 1882 г. под командованием контр-адмирала А. Б. Асланбегова из России в Сиам прибыла эскадра по случаю столетней годовщины установления власти династии Чакри. В 1888 г. русский композитор П. А. Щуровский написал музыку гимна Сиама, который с 1932 г. стал личным гимном королевской семьи. В 1891 г. российский цесаревич Николай посетил Бангкок. В том же году сиамский принц Дамронг прибыл в Крым, где получил аудиенцию у российского императора Александра III. В 1896 г. принц Чира в качестве гостя присутствовал на церемонии коронации императора Николая II.

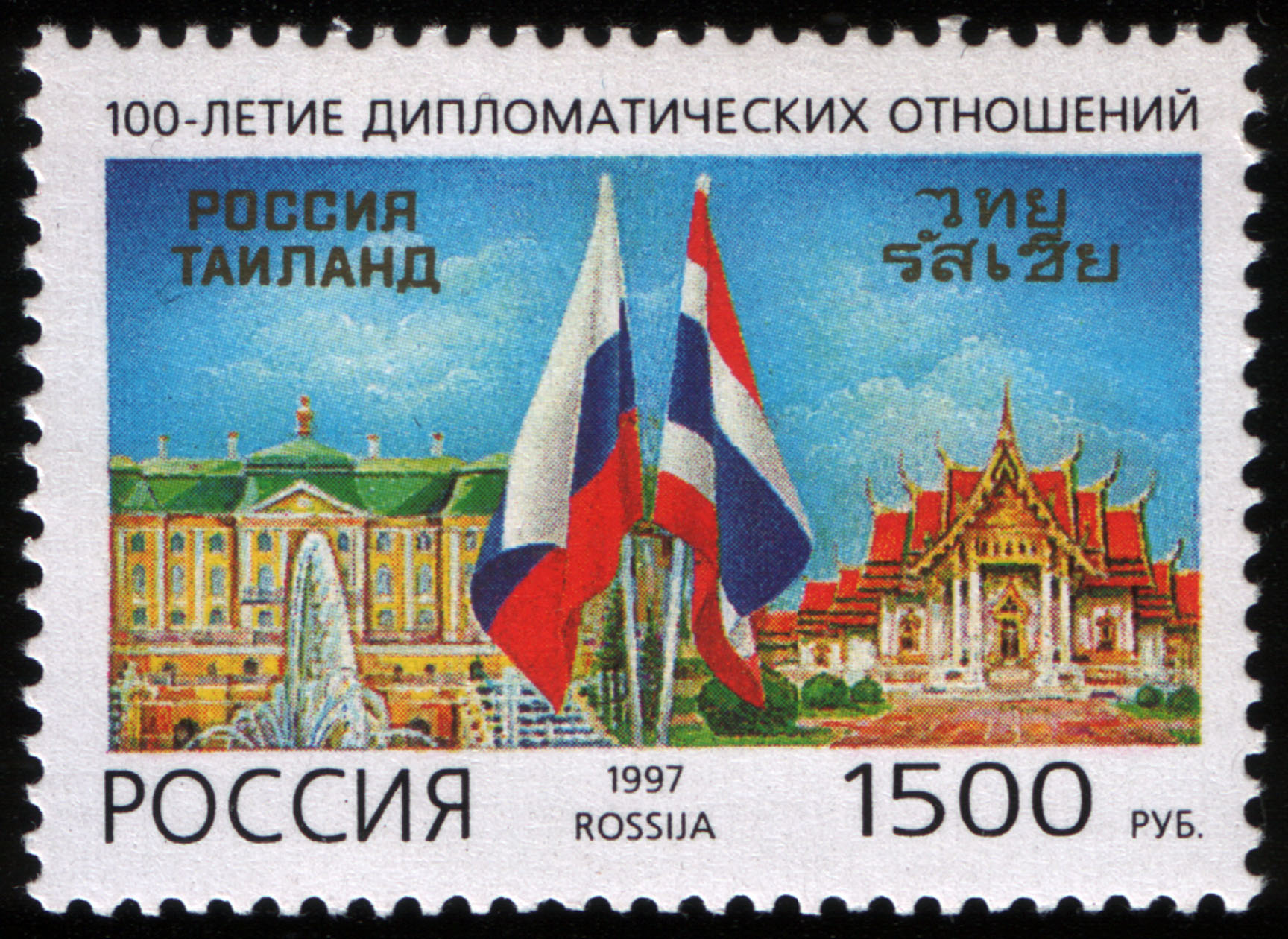
Российская почтовая марка 1997 года, посвящённая 100-летию установления дипломатических отношений между Россией и Таиландом; Большой дворец (Петергоф) с фонтаном «Большой каскад» (слева) и Ват Бенчамабопхит (справа)

Дипломатические отношения между Россией и Сиамом были установлены официально во время визита короля Чулалонгкорна (Рама V) в Россию с 2 по 10 июля 1897 г. 4 декабря 1897 Александр Оларовский был назначен Поверенным в делах и Генеральным консулом Российской империи в Сиаме. Российское генконсульство было открыто в Бангкоке, а впоследствии оно было расширено до миссии, которая просуществовала до 1917 г. 23 июня 1899 года в Бангкоке была подписана Декларация относительно юрисдикции, торговли и мореплавания. В связи с дружественным характером российско-сиамских отношений и расширением культурных связей, королевские гвардейцы Сиама до 1970-х гг. носили форму российских лейб-гусар, некоторые элементы этой формы сохранились и до нашего времени.
В конце XIX — начале XX века ряд членов сиамской королевской семьи и сановников посетили Россию. Многие молодые аристократы получали образование в Москве и Санкт-Петербурге. Сын короля Чулалонгкорна (Рама V) — принц Чакрабон несколько лет жил в России, обучался в Пажеском корпусе и Академии сухопутных войск, служил в Российской армии. В 1906 г. он женился на Екатерине Десницкой, которая родила ему сына.
После 1917 года был непродолжительный перерыв в двусторонних отношениях. Дипломатические отношения между СССР и Таиландом были установлены 12 марта 1941 года. В 1947 году между двумя странами было подписано Соглашение по обмену дипмиссиями, и уже через год посольство начало свою работу в столице Таиланда. В период «холодной войны» и до конца 70-х гг. двусторонние отношения носили нейтральный характер.
Новым периодом отношений стал официальный визит премьер-министра Таиланда Криангсака Чаманана в СССР в 1979 г. В ходе этого визита было создано Советско-таиландское Общество дружбы. С середины 80-х гг. в связи с положительными изменениями на мировой политической арене двусторонние отношения постепенно стали вновь укрепляться. В 1987 г. состоялся первый обмен визитами министров иностранных дел двух стран. В мае 1988 года генерал Прем Тинсуланон, премьер-министр Таиланда, нанёс официальный визит в Москву. В феврале 1990 года Н. И. Рыжков, председатель Совета министров СССР, прибыл с официальным визитом в Бангкок.
28 декабря 1991 года правительство Таиланда признало Российскую Федерацию как суверенное государство и подтвердило свои намерения в развитии взаимовыгодных двусторонних отношений.
Сторонам удалось достичь ряда конструктивных договорённостей, в частности, об урегулировании задолженности бывшего СССР перед Таиландом в размере 36,5 млн долларов.

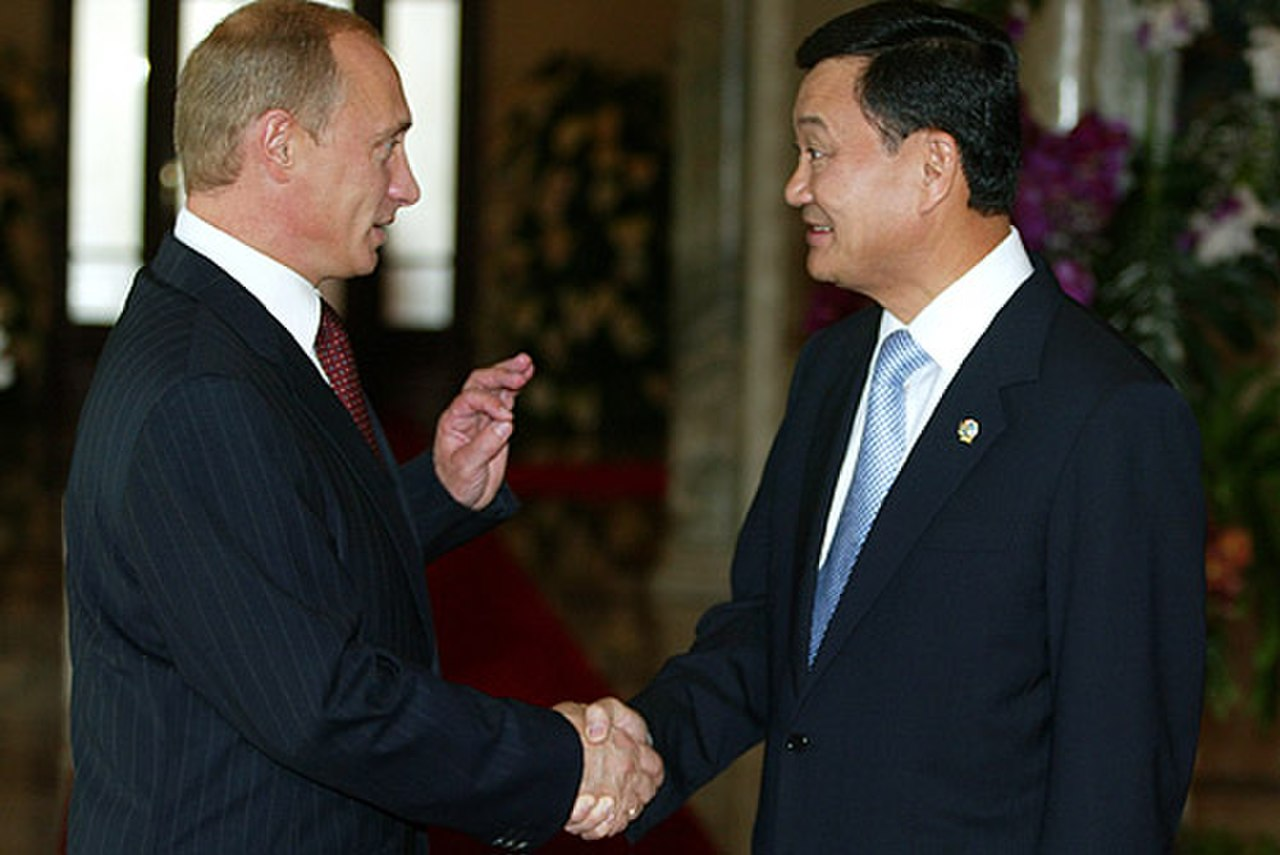
Президент Путин и экс-премьер-министр Таксин Чинават перед началом саммита АТЭС в 2003 году

13 декабря 2005 года Россия и Таиланд подписали соглашение о безвизовых поездках, предусматривающее возможность безвизового пребывания россиян с туристическими целями в Таиланде и таиландцев в России сроком до 30 дней. Соглашение вступило в силу с 23 марта 2007 года.
В мае 2024 года правительство Таиланда одобрило подачу заявки на вступление в БРИКС и официально уведомило Москву о своём намерении на предстоящем саммите в октябре 2024 года.

### Отношения с Камбоджей
Некоторые участки границы Камбоджи с Таиландом, в том числе морской, чётко не определены.
5 ноября 2009 года Таиланд отозвал своего посла из Камбоджи в знак протеста против назначения правительством Камбоджи тайского экс-лидера Таксина Чинавата экономическим советником, что повлекло ухудшение дипломатических отношений между двумя странами.

## Вооружённые силы
Королевские тайские вооружённые силы состоят из трёх подразделений: Королевская тайская армия, Королевский тайский военно-морской флот и Королевские тайские военно-воздушные силы. В стране для мужчин действует обязательная воинская повинность, срок службы — два года. Расходы на оборону в 2017 году составили 1,5 % от ВВП. Численность вооружённых сил составляет 306 тысяч человек, ещё 245 тысяч резервистов.

## Экономика

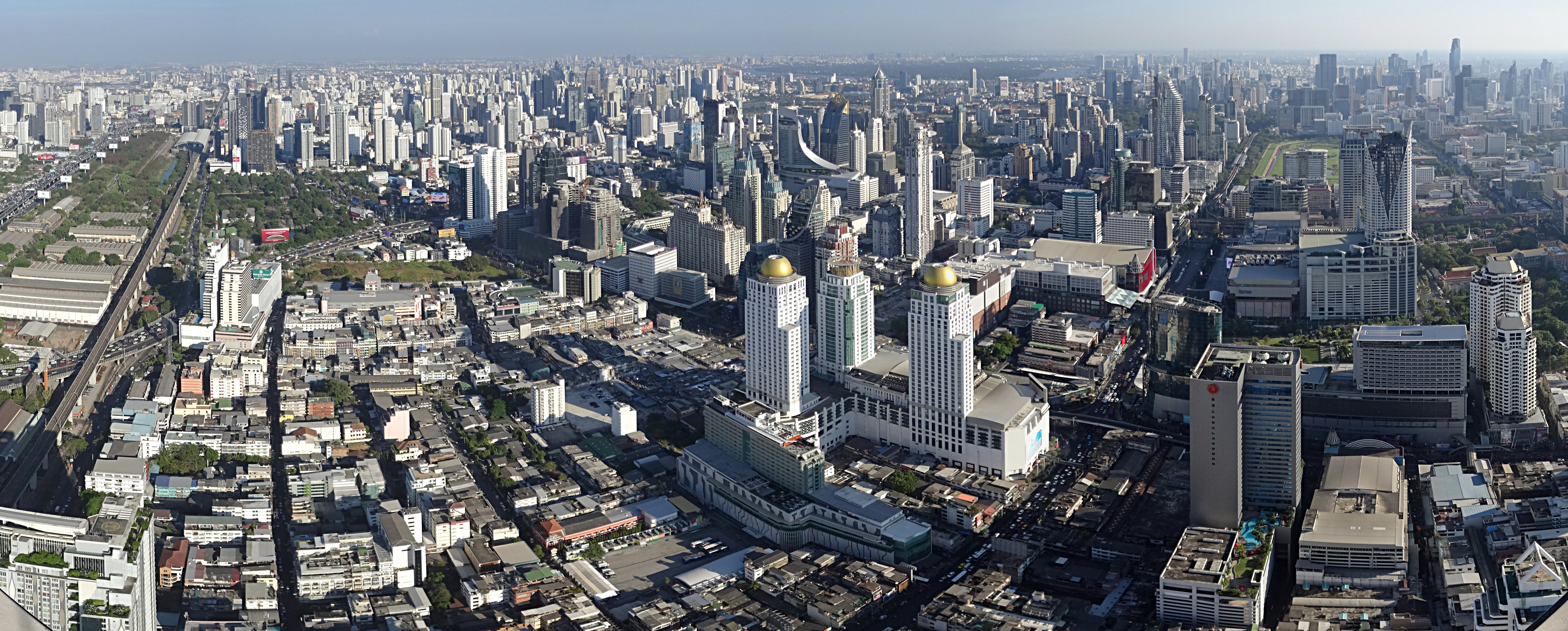
Вид Бангкока. Столица является также крупнейшим городом и финансово-экономическим центром страны

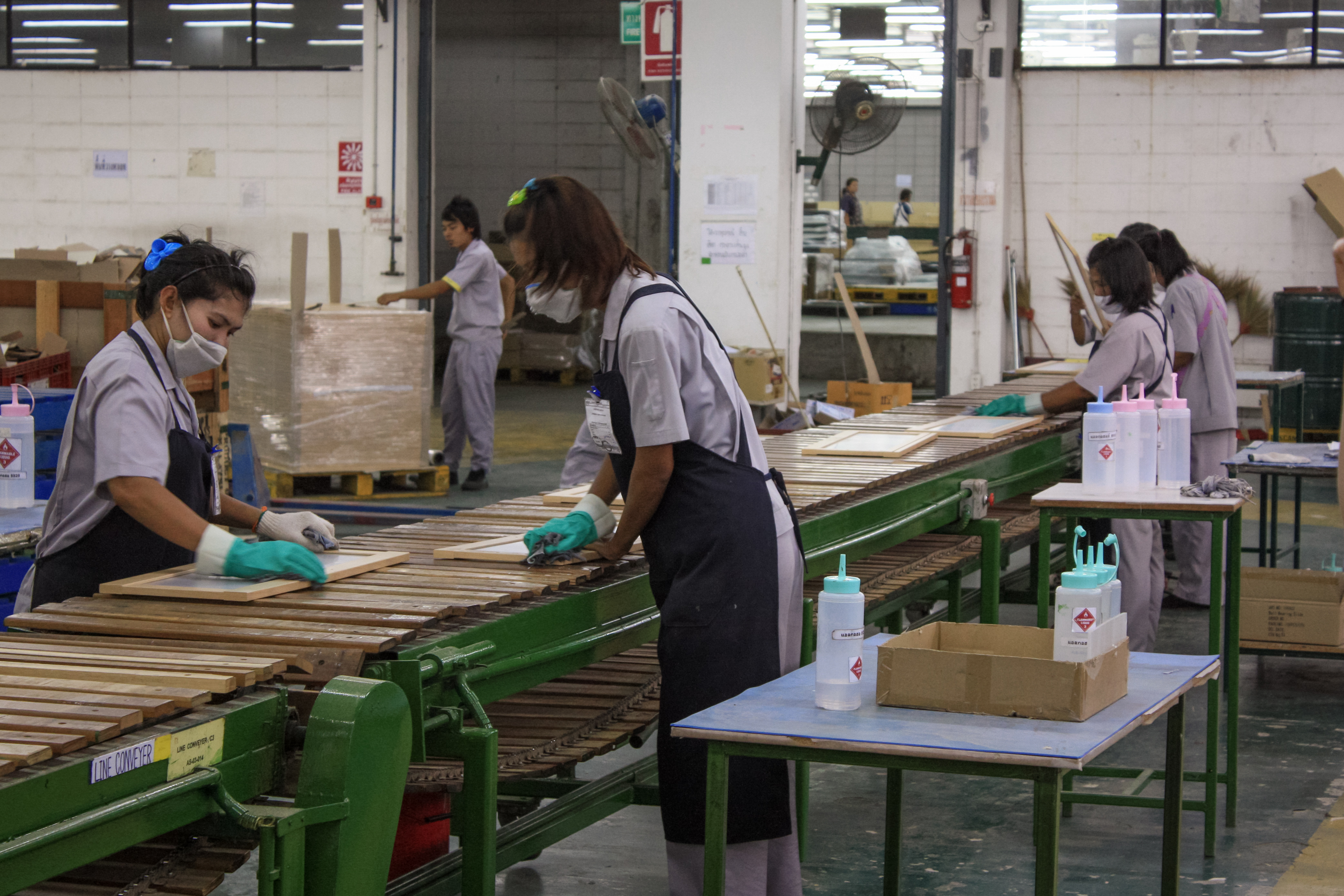
Рабочие на заводе

Преимущества: успешно перешла к стабильной рыночной экономике. Низкая инфляция (0,7 % на 2017). Относительно высокие темпы экономического роста и низкий государственный долг. Ещё относительно дешёвая и хорошо образованная, в сравнении с развитыми странами Азии и Европы, рабочая сила. В условиях резкого падения уровня безработицы и усиления дефицита рабочей силы, рост заработной платы по состоянию на 2019 год не сдерживается замедлением темпов экономического роста.
Слабые стороны: высокая коррупция. Медленно продвигающиеся рыночные реформы. Малый объём инвестиций в инфраструктуру и НИОКР. Самая большая проблема — увеличивающийся с каждым годом дефицит трудоспособной рабочей силы и рост количества пенсионеров, в связи с низкой рождаемостью и высокой эмиграцией населения в более богатые страны.
Экономика Таиланда, по данным МВФ на 2023 год, является 23-й в мире по ВВП (по ППС) (1,58 трлн долларов США) и 30-й в мире по номинальному ВВП (512 млрд долларов США). По данным ВБ ВВП на душу населения (номинальный) страны вырос с 104 долларов в 1960 году до 6909 долларов в 2022 году. По данным МВФ ВВП на душу населения (по ППС) страны вырос с 1576 долларов в 1980 году до 21 154 долларов в 2022 году.
Экономика Таиланда сильно зависит от экспорта, на него приходится более половины ВВП страны. Основными экспортными товарами являются машины, оборудование и электроника, в 2017 году общий объём указанной товарной группы оценивался в 84,8 млрд долл., что составляло 39,5 %; далее следуют изделия из каучука и пластмасс — 26,1 млрд долл. (или 12,1 %), а также химикаты, сельскохозяйственная продукция, в том числе продовольствие и изделия лёгкой промышленности. Общий объём экспорта в 2017 году — 215 млрд долл.
На 2012 год Таиланд занимал 9-е место среди крупнейших автопроизводителей в мире, здесь в основном размещают свои производственные мощности японские и корейские компании.
С 1 января 2020 года минимальный размер оплаты труда составляет от 313 до 336 батов в день (от $10.44 до $11.21 в день) в зависимости от региона.

### Сельское хозяйство

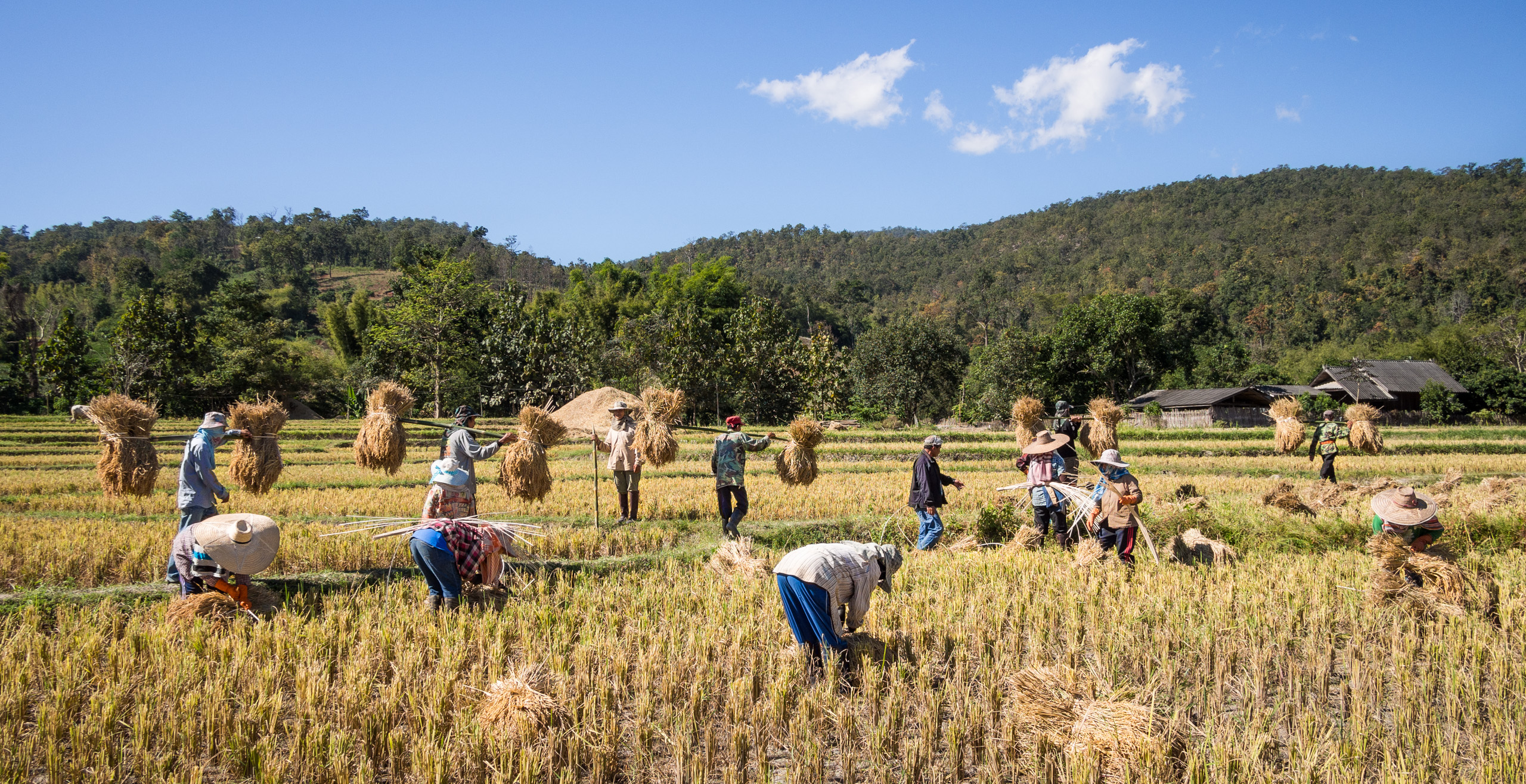
Уборка риса

Таиланд — один из крупнейших в мире производителей и экспортёров риса: ежегодно страна поставляет на мировой рынок до 9 миллионов тонн риса различных сортов. В том числе — «жасминового» риса, названного так из-за тонкого естественного аромата. Доля сельскохозяйственной продукции в ВВП Таиланда около 10 %. Помимо риса производится также маниок, кукуруза, бататы, ананасы, кокосы (в основном в южном регионе), сахарный тростник, бананы, соя, пальмовое масло. Большие доходы страна получает от экспорта дуриана, культивировать который впервые научились здесь. Таиланд является третьим по величине экспортёром морепродуктов в мире, в первую очередь креветок.
В сельском хозяйстве занято около половины населения и возделывается более 40 % территории Таиланда, и из этой доли более половины занято рисовыми полями; по производству риса страна долгое время была мировым лидером, лишь сравнительно недавно уступив первенство Индии и Вьетнаму.

### Транспорт

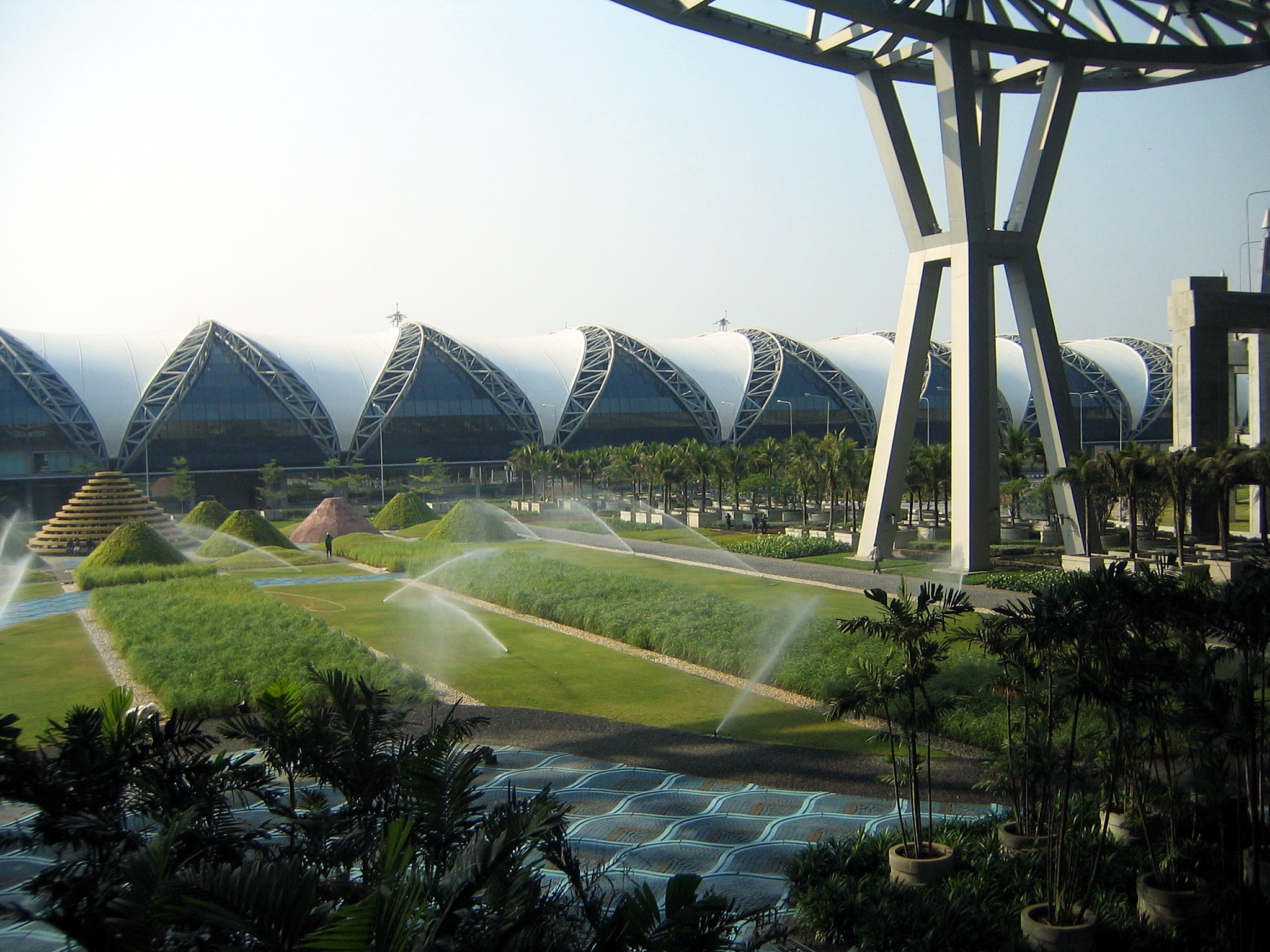
Аэропорт Суварнабхуми

В Таиланде работает 19 зарегистрированных авиакомпаний, их общий парк состоит из 276 самолётов, за 2015 год они перевезли более 54 млн пассажиров. В стране 101 аэропорт, из них 63 с твёрдым покрытием, у 8 есть взлётно-посадочная полоса длиной более 3 км.
Общая протяжённость железнодорожных путей Таиланда составляет 4127 км, почти все они узкоколейные (1000 мм), стандартная колея (1435 мм) только на 84 км путей. Состояние железнодорожного полотна на перегонах хорошее, достаточное для движения со скоростью в 100 км/час. Пассажирское движение обеспечивается поездами с вагонами трёх классов: 1-м классом с кондиционерами, 2-м классом без кондиционеров и 3-м классом сидячими вагонами с бесплатным проездом для тайцев. Грузовые поезда в основном заняты перевозками контейнеров. Сеть автодорог составляет 180 тысяч км, из них 450 км скоростных трасс (на 2006 год).
Общая длина судоходных участков рек составляет около 4 тысяч км. Флот страны состоит из 781 судна водоизмещением более 1000 брутто-регистровых тонн, из них 240 танкеров, 25 сухогрузов, 23 контейнеровоза, 94 других грузовых судов. Крупнейшими портами с контейнерными терминалами являются Лэм Чабанг (7,2 млн TEU) и Бангкок (1,5 млн TEU), также есть терминал для приёма сжиженного газа в Мап Та Пхут.

### Туризм
Памятники культуры
Туризм приносит значительный доход в экономику Таиланда и составляет примерно 16—18 % от ВВП страны. При этом значительная доля приходится на внутренний туризм.
В 2018 году Таиланд посетило более 38 миллионов иностранцев. Самые популярные туристические направления — Бангкок, Чиангмай, Паттайя, Пхукет, Самуи и Краби.

### Энергетика
В 2015 году производство электроэнергии составило 167,9 млрд кВт-часов (24-е место в мире), а её потребление — 168,3 млрд кВт-часов (23-е место в мире). Импорт электроэнергии превышает экспорт — 14,41 млрд кВт-часов против 2,267 млрд кВт-часов. Общая номинальная генерирующая мощность электростанций Таиланда составляет 40,97 млн кВт (24-е место в мире), из них 76,7 % приходится на тепловые электростанции (в основном на природном газе), 8,9 % на гидроэлектростанции и 14,2 % на альтернативные возобновляемые источники.
Потребность в нефти Таиланд частично покрывает собственной добычей, которая в 2016 году составляла 257,5 тысяч баррелей в сутки (33-е место в мире), однако импорт нефти намного превышает экспорт — 830,5 тысяч против 12,2 тысячи баррелей в сутки (по данным на 2014 год). По доказанным запасам нефти на 2017 год Таиланд занимал 52-е место в мире (396,4 млн баррелей), по природному газу — 43-е место (206,8 млрд м³). Из потребляемых 53 млрд м³ газа в год 40 млрд м³ приходится на собственную добычу в шельфовом месторождении Платонг, расположенном на дне Сиамского залива, остальное импортируется из Катара, который поставляет сжиженный газ на СПГ-терминал Map Ta Phut LNG.

### Телекоммуникации
Стационарная телефонная связь развита достаточно слабо, в стране на 2017 год было 2,91 млн абонентов, то есть по 4 телефонные линии на 100 человек (49-е место в мире); услуги предоставляются как государственной телефонной компанией, так и частными операторами. По количеству абонентов мобильной связи Таиланд занимает 11-е место в мире — 121,53 млн, что в 1,78 раза превосходит численность населения. Таиланд подключён к основным подводным кабельным системам, а также имеет наземные станции для двух спутников Интелсат (Индийский океан и Тихий океан). В стране более 32 млн человек имеют доступ к Интернету (2016 год, 21-е место в мире), из них более 8 млн имеют широкополосное подключение (18-е место в мире).

### Внешняя торговля
По состоянию на 2018 год объём экспорта составил $262 млрд, импорта — $227 млрд, положительно сальдо внешней торговли — $35 млрд.
Основные статьи экспорта: машины, оборудование и электроника (32 %), в том числе офисные машины и интегральные схемы; транспортные средства (12,8 %), в том числе автомобили; изделия из пластика и резины (11,7 %), продовольственные и сельскохозяйственные товары (в том числе рис, сахар, морепродукты).
Главные покупатели в 2018 году: Китай (31 млрд долларов), США (29,3 млрд долларов), Япония (24,9 млрд долларов), Вьетнам (13 млрд долларов) и Гонконг (12,5 млрд долларов)
Основные статьи импорта: машины, оборудование и электроника (29 %), в том числе интегральные схемы, узлы и агрегаты, теле-радио вещательное и коммуникационное оборудование; топливо (17,6 %), в том числе сырая нефть, природный газ и нефтепродукты; металлургическая продукция и сырье (11,9 %), а также различные готовые изделия и полуфабрикаты, золото, сельхозсырьё.
Главные поставщики в 2018 году: Китай (45,6 млрд долларов), Япония (31,6 млрд долларов), Малайзия (13,9 млрд долларов), США (12,8 млрд долларов) и Сингапур (9,86 млрд долларов).

## Население
Население Таиланда в основном состоит из этнических тайцев и лаосцев (~80 %). Кроме них, существует большая община этнических китайцев (~10 %), к которым принадлежит и бывший премьер-министр Таиланда Таксин Чинават. Другие этнические группы представлены малайцами, хмонгами, кхмерами, а также вьетнамцами, которые осели в восточном Таиланде ещё со времён Вьетнамской войны.
94,6 % жителей Таиланда исповедуют буддизм, 4,3 % являются мусульманами (в основном это малайцы, проживающие на юге страны), христиан в стране — около 1 %.
Доля городского населения Таиланда составляет 45,7 %.

### Языки

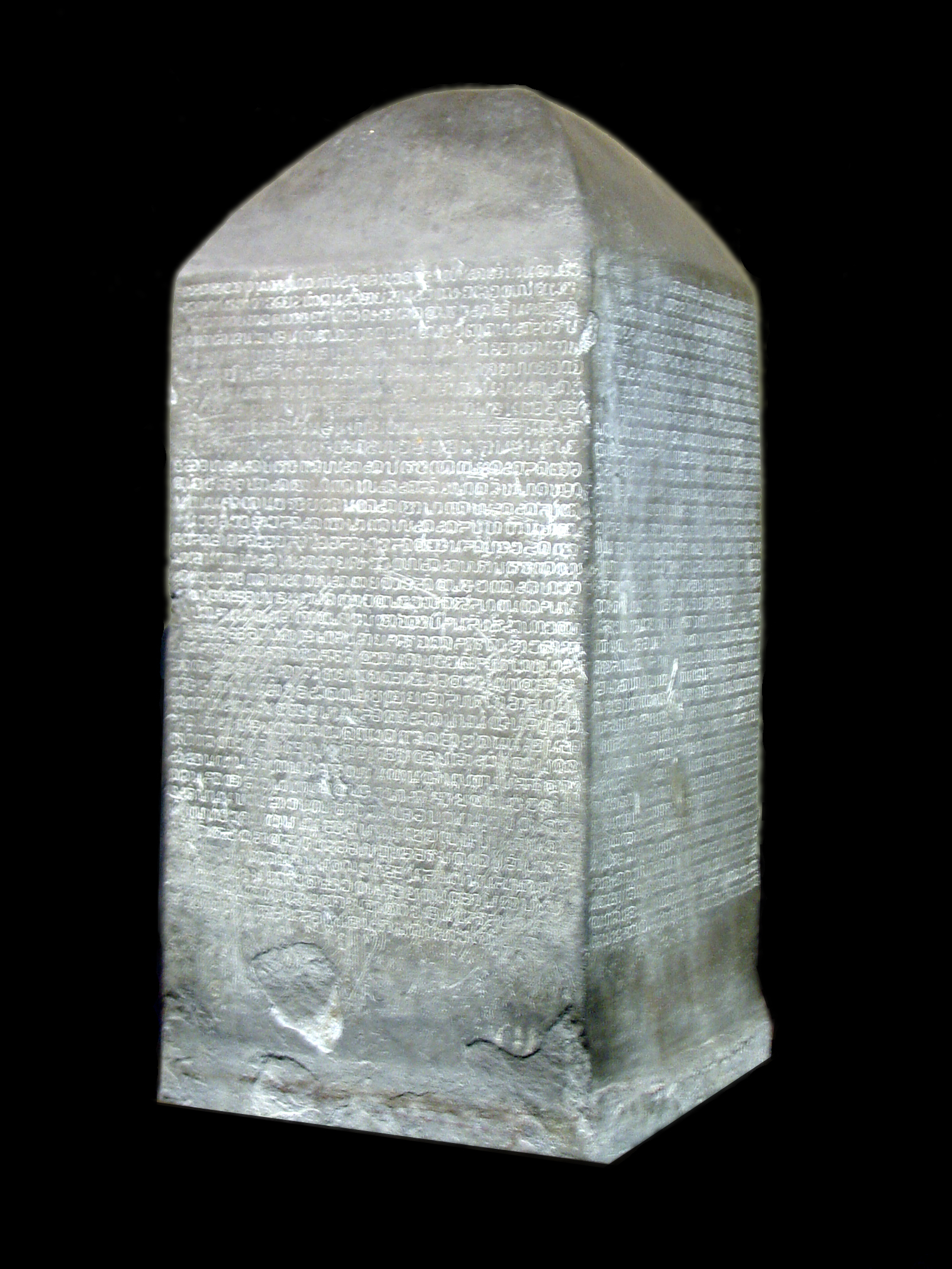
Стела Рамакхамхаенг (Silajaruek Pokhun Ramkhamhaeng), Национальный музей Бангкока

Официальным языком в Таиланде является тайский язык (ภาษาไทย /pʰa: sa: tʰɑj/, пхаса-тхай), относящийся к тайской группе тай-кадайской языковой семьи и записываемый при помощи тайского письма. Он близок лаосскому языку и состоит из нескольких разновидностей, на которых говорят разные социальные слои населения.

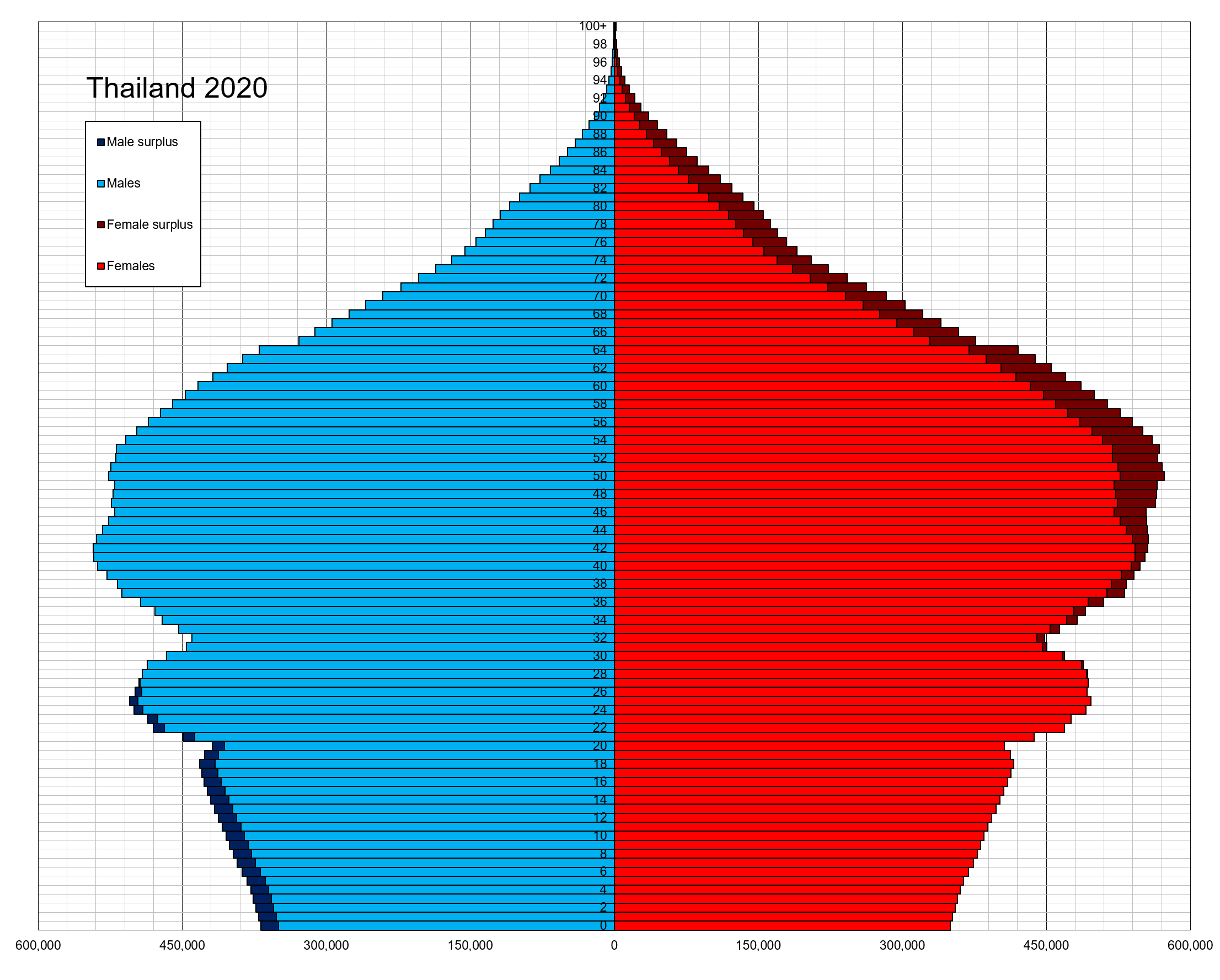
Возрастно-половая пирамида населения Таиланда на 2020 год

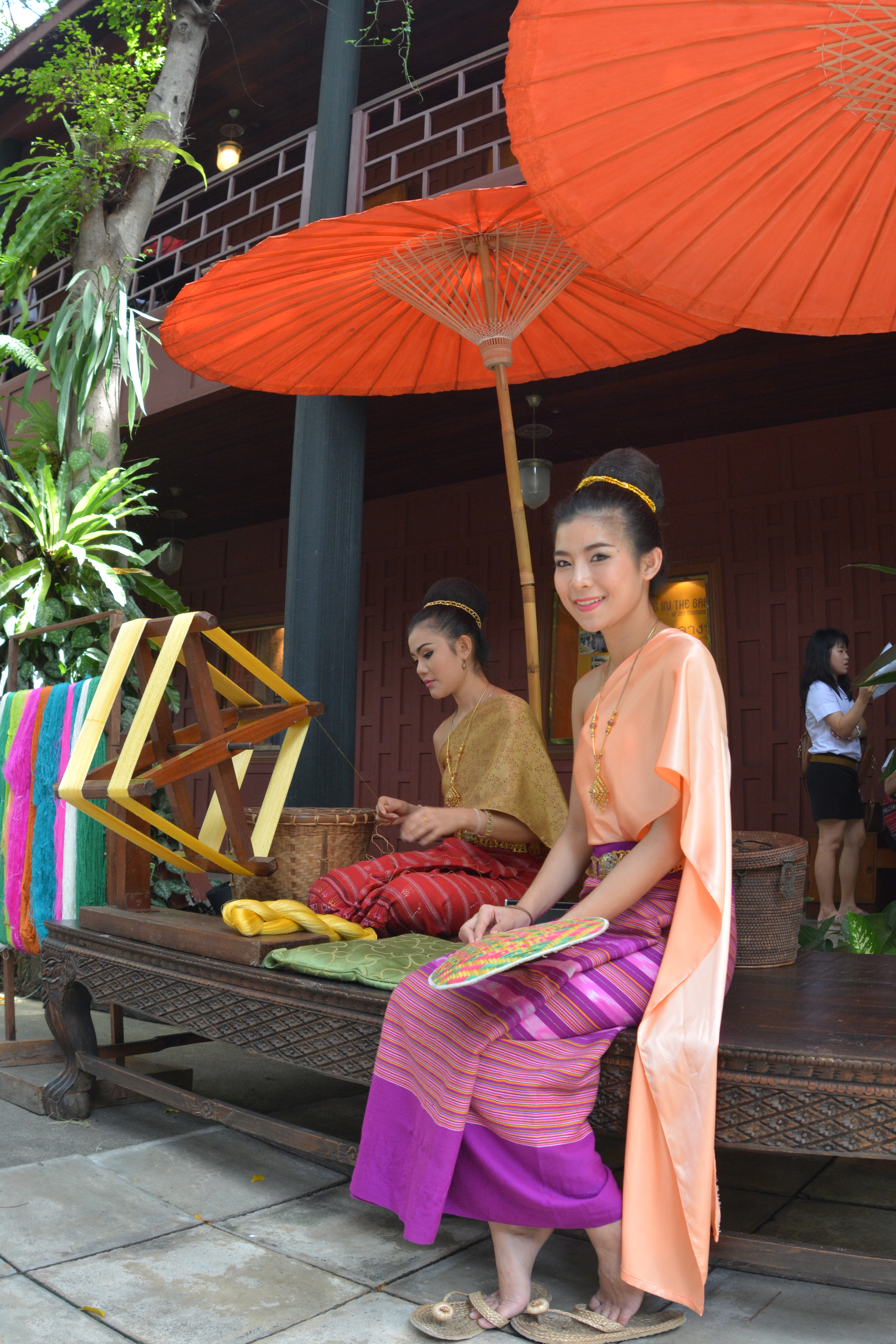
Тайские женщины в сабай, Дом-музей Джима Томпсона

### Религия

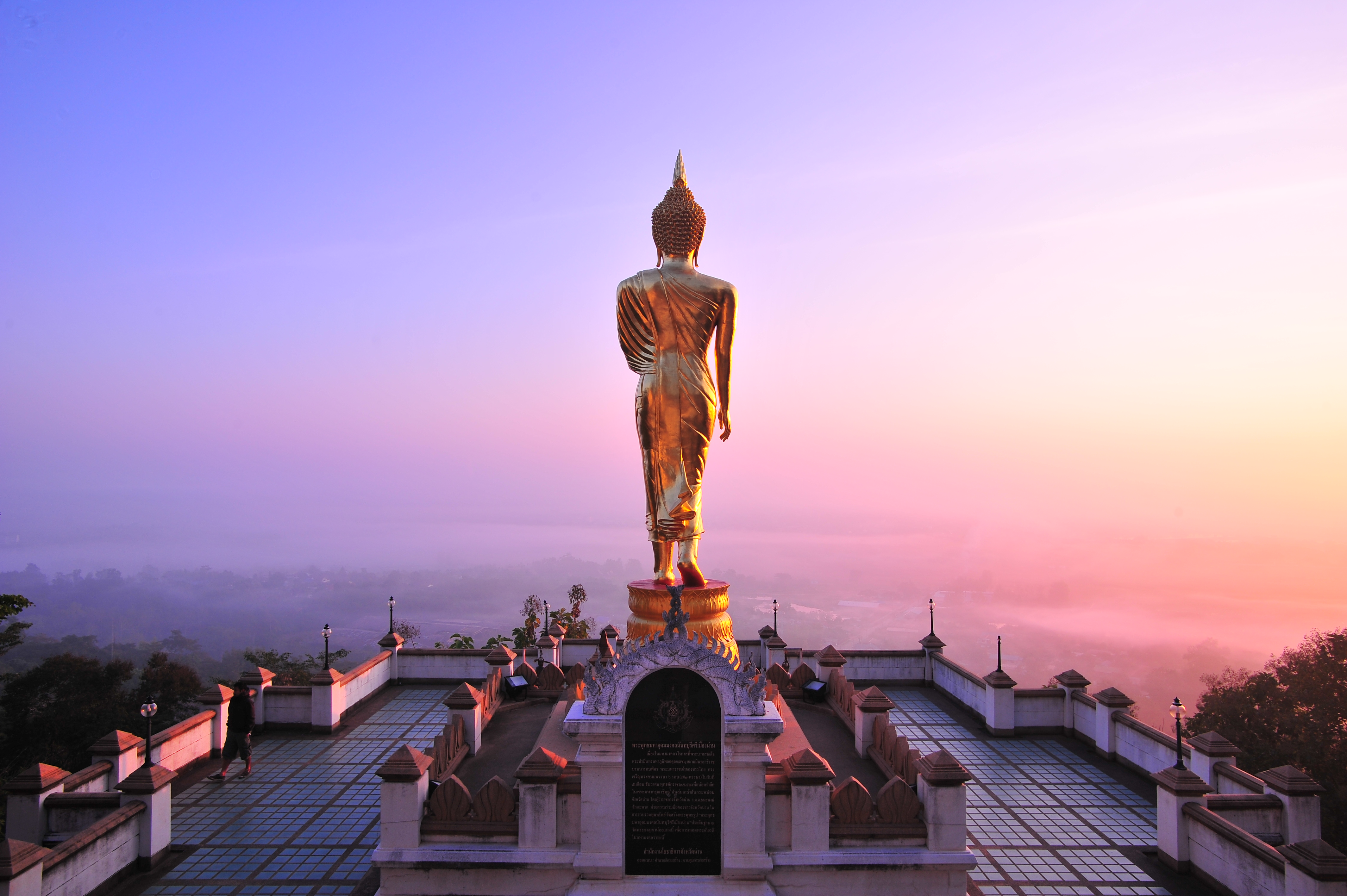
Статуя Будды в провинции Нан

Помимо номинальной (довольно умеренной) ритуалистики, связанной с культом короля, тайцы исповедуют буддийское учение. В XIII веке в Таиланде официально был признан буддизм хинаяны, означающий — «малая колесница» (вторая крупная ветвь буддизма носит название «Махаяна» — «великая колесница»). В настоящее время термин «хинаяна» принято считать устаревшим и он выходит из употребления, будучи заменённым самоназванием данной ветви буддизма — «тхеравада» — «учение старейших». Тхеравада — один из вариантов буддизма, записанный в так называемом «Палийском каноне»), который его последователи называют наиболее древним, наиболее красивым и наиболее близким к оригинальному учению Гаутамы Будды.

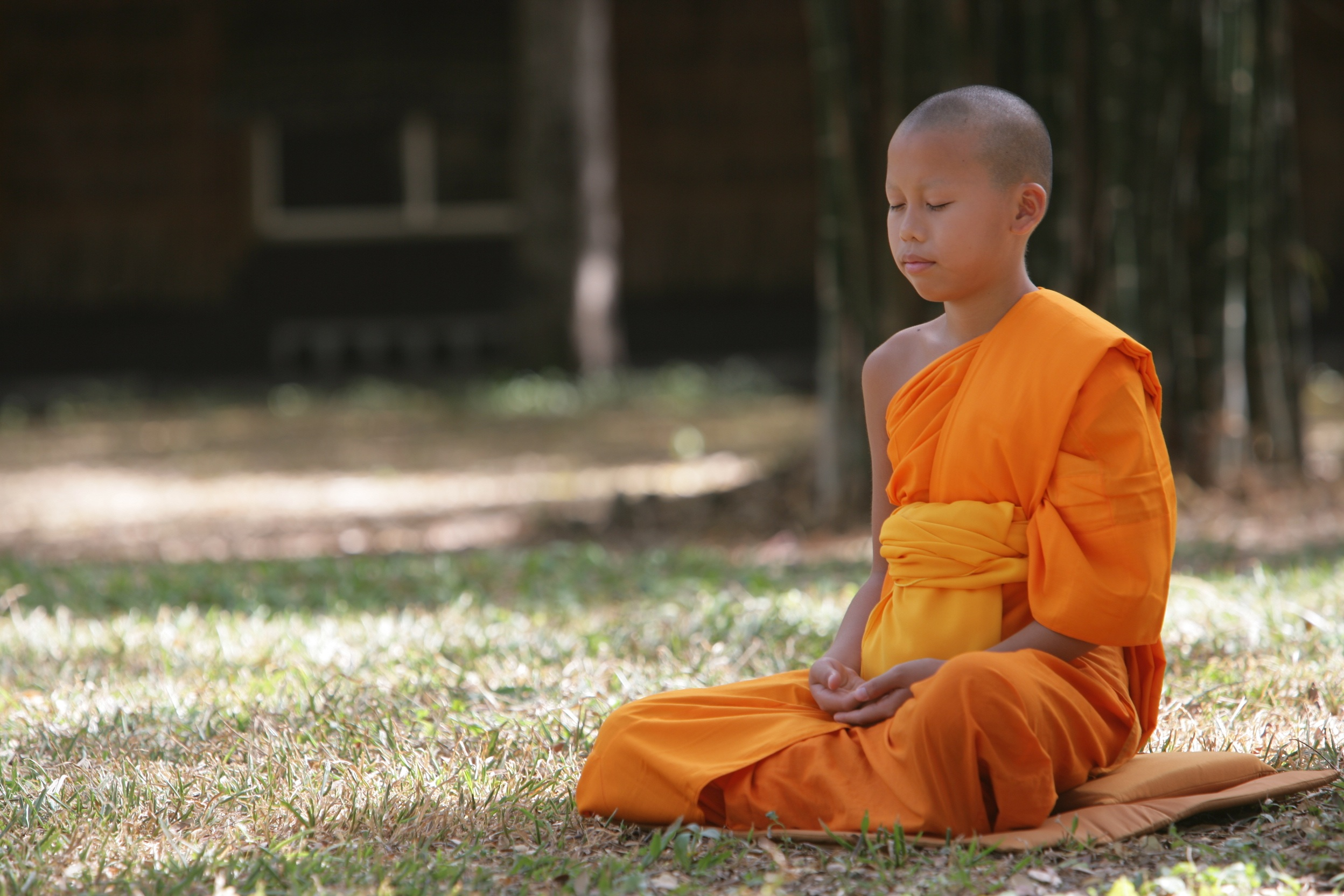
Медитирующий буддийский послушник

Буддизм и другие верования и религии нашли отражение в тайском искусстве и в жизни монастырей. Исторически в Сиаме существовало две культуры: придворная, основанная на буддийских ценностях и впитавшая в себя элементы индуизма, другая культура — это культура крестьянской деревни с народными песнями и танцами (самый известный из них — рамвонг, в который обычно вовлекают и туристов), верой в духов, сказками, обрядами сельскохозяйственного цикла и цикла человеческой жизни. К народной культуре также можно отнести и народные промыслы — изготовление предметов обихода, обработка дерева, домашнее шёлкоткачество, плетение из лозы, ротанга и т. п. К придворной культуре можно отнести тайский классический театр «кхон», сопровождающийся традиционным оркестром тайской музыки «пхи пхат», пением и речитативом чтецов, архитектуру буддийских монастырей, настенные фрески храмов, скульптурные изображения Будды. Традиционная скульптура Таиланда представлена, прежде всего, его изображениями и входит в число наиболее значительных произведений буддийского искусства в мире. Будда изображается в определённых канонических позах, имеющих свой смысл; существуют также множество стилей скульптурного изображения — всё это находится в Национальном музее в Бангкоке. К западу от Бангкока, рядом с городком Накхонпатхом, находится самая большая в мире ступа, 127-метровая Пхра Патом Чеди, а в 16 км к северо-западу от Чиангмая расположена одна из святынь буддизма — стоящий на вершине горы храм Ват Прахат Дой Сутхеп.
В Таиланде более 32 700 буддийских храмов, в которых проживают около 370 тысяч монахов и послушников. Это примерно 1 монах на 170 граждан.
Второй по значению религией в Таиланде является ислам, который исповедует около 4,6 % населения — в основном жители южных провинций, близких к Малайзии.
В Таиланде также представлено христианство. Самое первое упоминание о христианах в Таиланде (Сиаме) зафиксировано в путевых заметках итальянского путешественника Людовика из Варсемы, который посетил Юго-Восточную Азию около 1505 года. Из его записей становится ясно, что первыми христианами в Таиланде были армяне, которые проживали здесь постоянно и вели торговлю с Индией. В XVI—XVII вв, христианство здесь распространяли католические миссионеры. В настоящее время в стране действуют католические и протестантские общины, а также одиннадцать приходов Русской православной церкви и один монастырь. Всего, по разным оценкам, от 0,7 % до 1,7 % населения страны исповедуют христианство — в основном это обитатели горных северных регионов. Большая часть христиан — католики, но есть и общины протестантов — пресвитериан, баптистов, адвентистов, лютеран, верующих Ассамблей Бога.

## Культура и общество

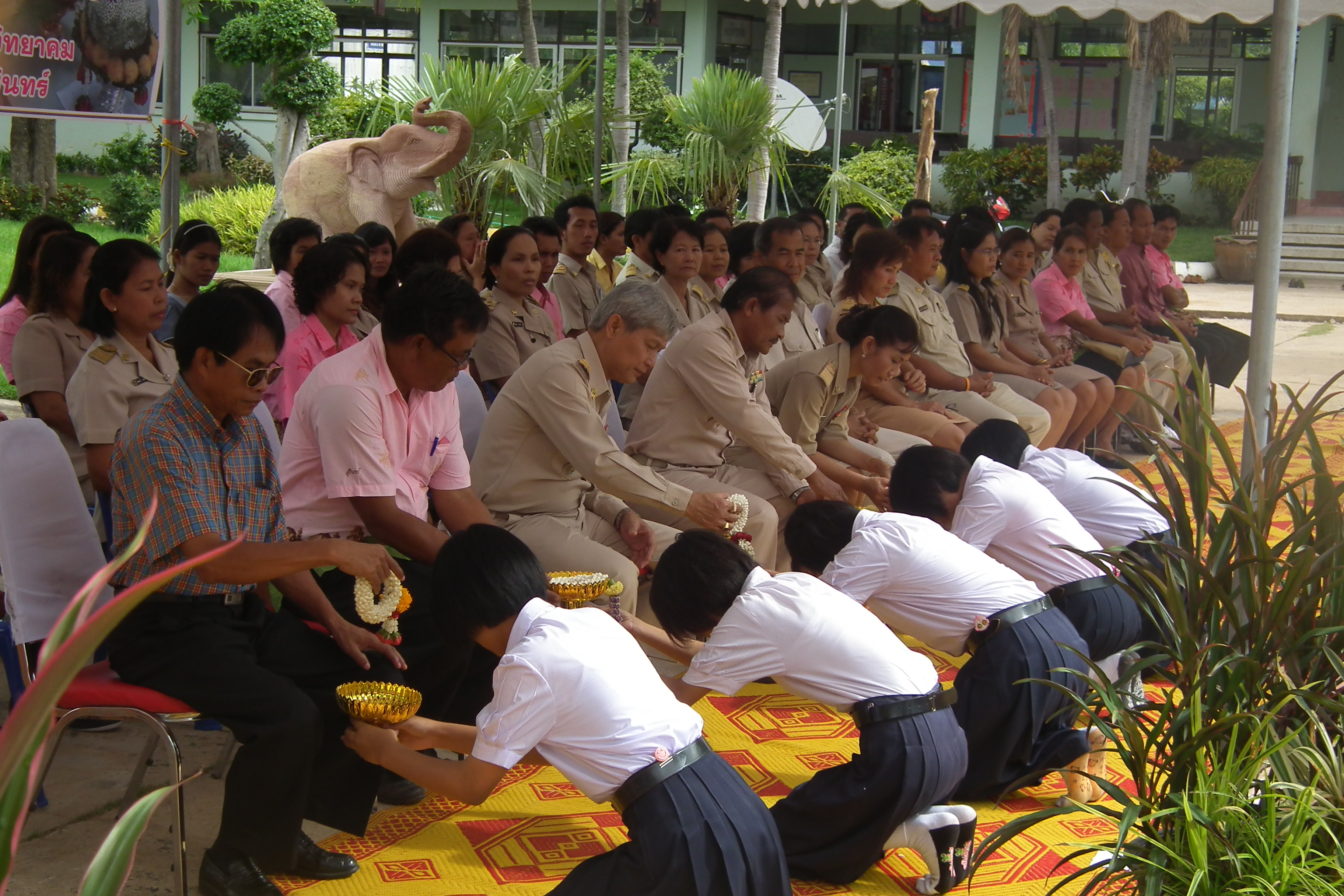
Выражение высшего почтения учителю

Уважение социальной иерархии имеет важное значение в культуре тайцев. Обычай Бун Хун подчеркивает уважение к родителям, опекунам и учителям. В стране культивируется уважение к королевской династии и королю. Предыдущего правителя Таиланда Пумипона Адульядета Рама IX называли «посланником небес», «отцом» и «кормильцем». Грубостью считается неуважение к тайским деньгам, поскольку на них есть изображение короля Таиланда.

### Литература

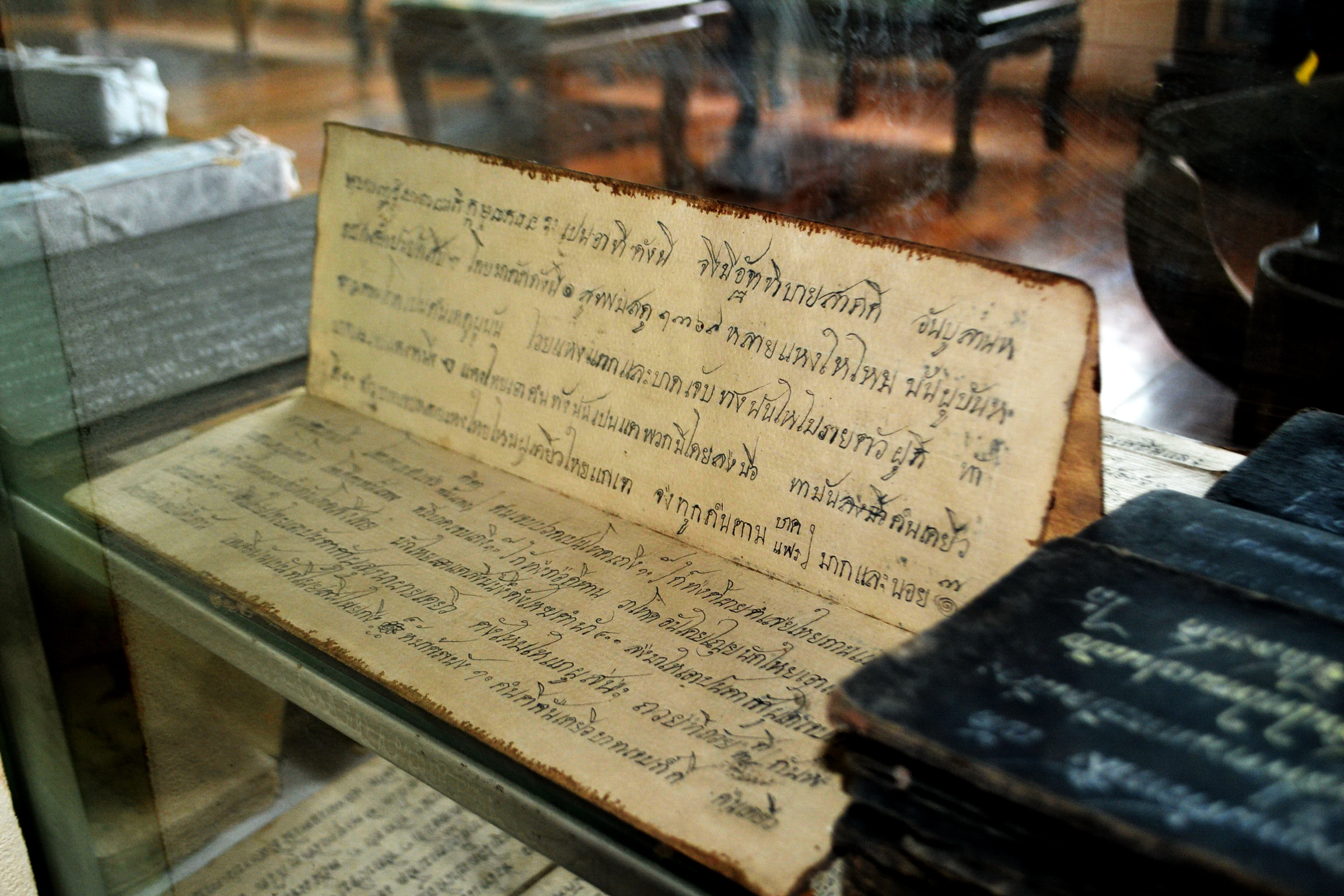
Старинная техника записи литературных произведений Samut Thai в тайской литературе

### Изобразительное искусство

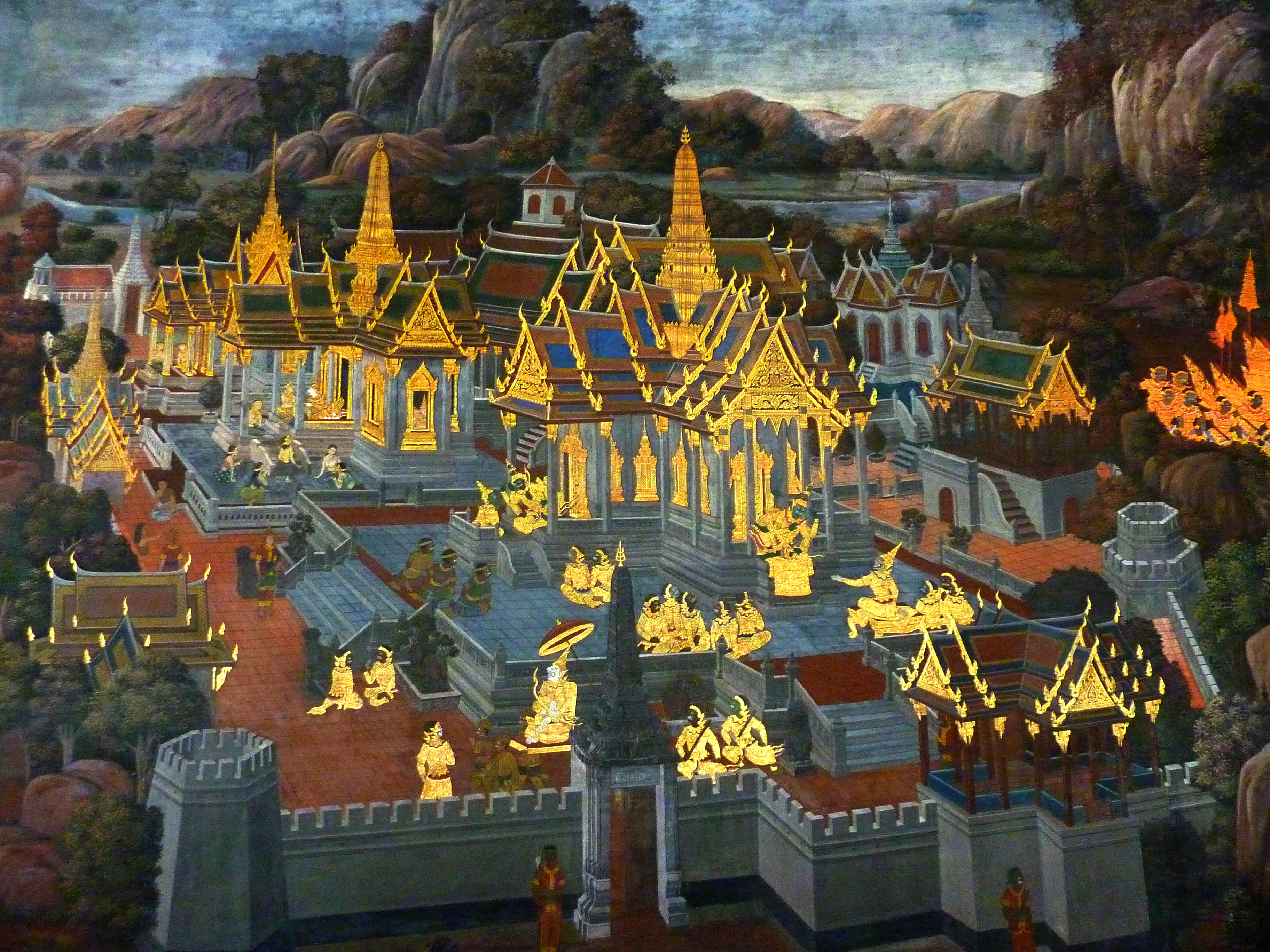
Рамакиенская живопись, Ват Пхракэу

Тайское изобразительное искусство традиционно буддийское. На тайское искусство и архитектуру оказала влияние кхмерское и монское искусство. Современное тайское искусство сочетается с традиционными тайскими элементами. Первоначально художники в Таиланде занимались настенными росписями с сюжетами из жизни Будды. Тайские изображения Будды разных эпох имеют ряд отличительных особенностей. Стиль тайских художников имел этнические мотивы. В средние века в стране появилось искусство книжной миниатюры.
Традиционные тайские картины были написаны без использования перспективы. Размер каждого элемента в рисунке отражает степень его важности. Основной приём композиции заключается в размещении на картине изолированных друг от друга зон. Перспектива в живописи появилась в результате влияния западной культуры в середине XIX века. Монах-художник Khrua из Кхонга был первым художником, использующим линейную перспективу в тайской живописи.
Декоративно-прикладное искусство Таиланда достигло мастерства в керамике, резьбе по кости, дереву, черепаховому щиту, росписи тканей.

### Архитектура

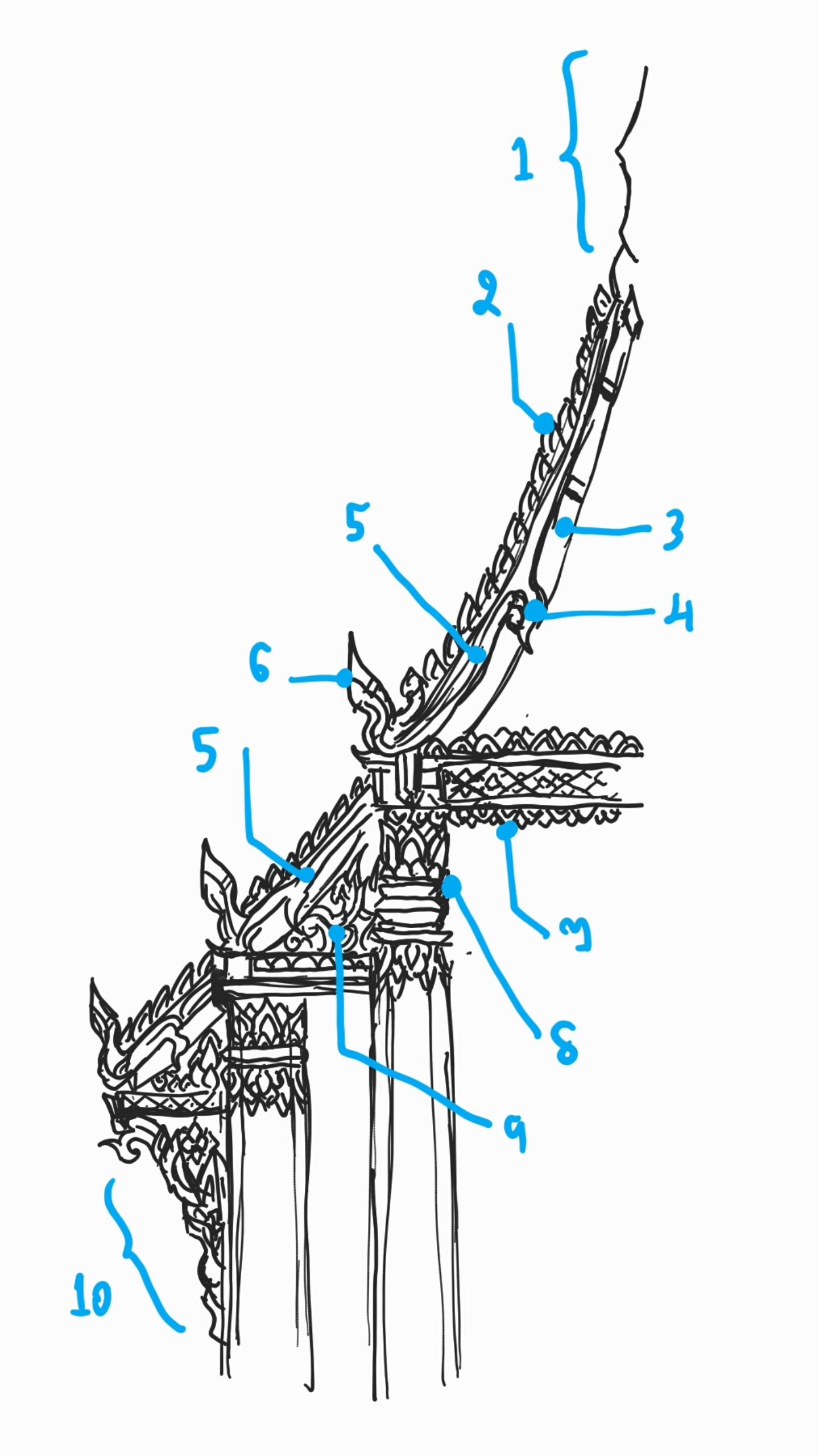
Тайский Храм «Krueng Lamyong»

До образования первого крупного тайского государства Сукхотай области Таиланда (а с XII в. и вся страна) входили в состав монских и кхмерских государств Бапном, Дваравати, Ченла и Камбуджадеша. После падения Камбуджадеши тайские государства Сукхотаи, Аютия и Бангкок стали основными наследниками камбоджийской культуры, поскольку в Камбодже не было условий для её развития. Тайская архитектура берёт начало от камбоджийской.
Все развитие тайской художественной культуры связано с буддизмом, который в тайском варианте включил в себя и некоторые индуистские мотивы. В монументальной архитектуре основные типы построек — ступа и храм. Тайские ступы восходят к монским и кхмерским прототипам (прасанг, прасат, чеди; приставка «пра» означает «святой»). Основой развития храмов является вехан — здание с кирпичными или каменными колоннами и деревянной крышей.

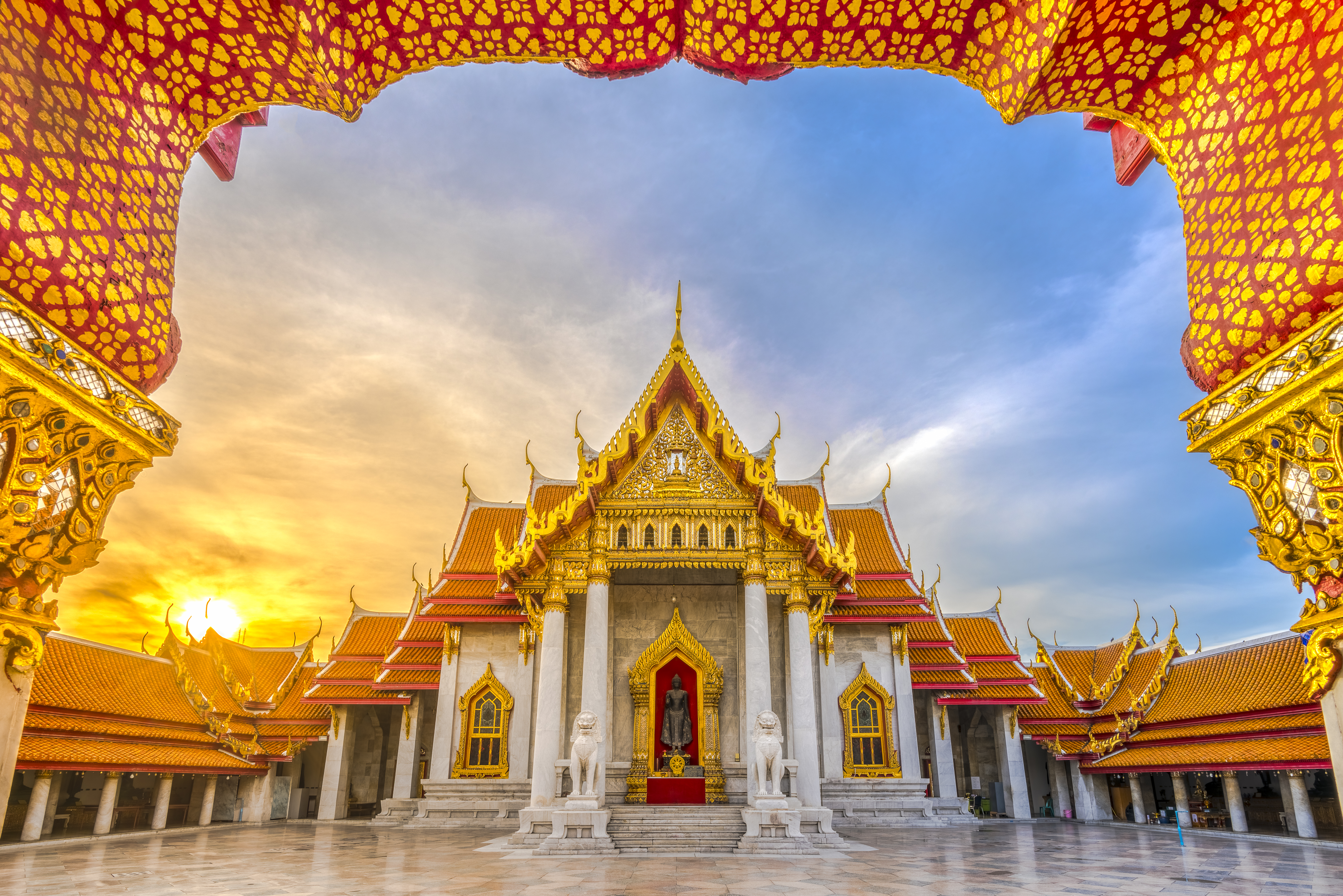
Ват Бенчамабопхит в Бангкоке

Наиболее ярким примером архитектурного творчества тайцев является комплекс храмов и Большого королевского дворца в Бангкоке. Строения, находящиеся на территории храмов, имеют различную форму и значение — это обычно святилища, залы для религиозных церемоний, библиотеки и школы. Стены могут украшать сцены из индуистского эпоса («Рамакиен»: Король Рама 2 перевёл Рамаяну на тайский язык) и изображения мифологических животных. Во дворе монастырей часто встречается священное дерево Бодхи. Здесь также представлены многочисленные скульптуры мифических существ, обладающих сверхъестественной силой и охраняющих монастырь.
Несмотря на то, что храмовая архитектура в Таиланде на протяжении многих лет претерпевала изменения, все архитектурные стили придерживаются одних и тех же принципов. Тайский храм, за редким исключением, состоит из двух частей: Пхутта-вата и Сангха. Пхутта-вата (тайск. พุทธาวาส) — место, посвященное Будде. Оно включает в себя несколько зданий:

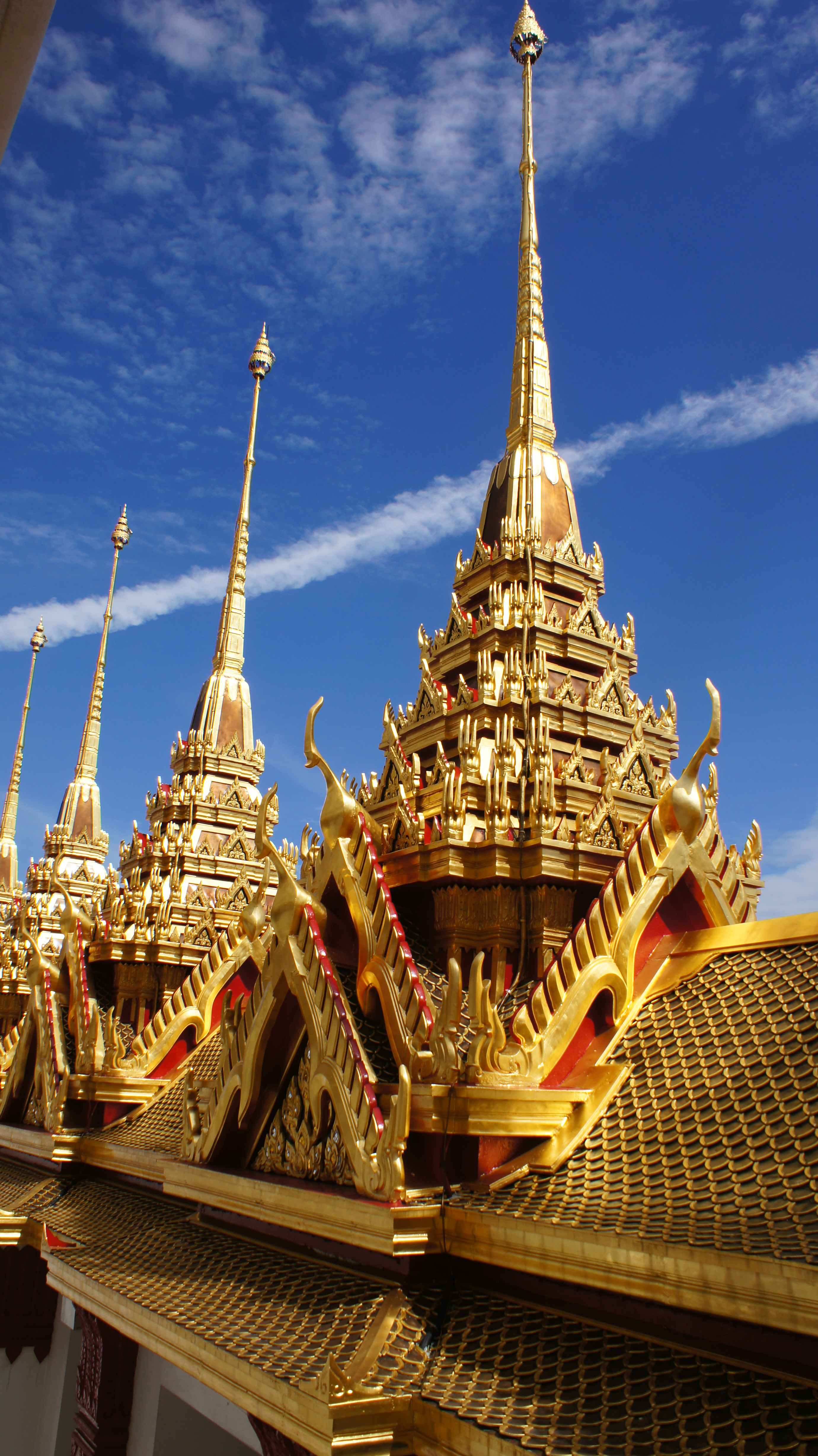
Мандапа, Ват-Ратчанадда

- Мандапа (тайск. มณฑป) — квадратное или крестообразное здание, святыня в тайском буддийском храме или храмовом комплексе. Здесь могут храниться реликвии, священные писания . В отличие от мандапы кхмерского или индийского храма, которые являются частью более крупной структуры, тайская Мандапа является самостоятельным помещением;
- Ступа (тайск. เจดีย์) — сооружается в форме колокольчатой башни, часто покрытой золотом, здесь устраивается камера для размещения реликвий;
- Пранг (тайск. ปรางค์) — тайская версия кхмерского храма-башни, устраивалась в храмах периода Сукхотаи и Аютти;
- Убосот (тайск. อุโบสถ или тайск. โบสถ์) — самая священная область Ват. Восемь камней Сема (ใบเสมา) отмечают освященную область;
- Вихара (тайск. วิหาร) — в тайских храмах обозначает место, в котором хранятся основные изображения Будды. Это зал, где собираются монахи и миряне;
- Ho trai (тайск. หอไตร) — храмовая библиотека или хранилище Священных Писаний. Строится в виде тора, кубического здания, где пирамидальная крыша поддерживается колоннами;
- Сала (тайск. ศาลา) — открытый затенённый павильон, место для отдыха;
- Sala kan parian (тайск. ศาลาการเปรียญ) — большой открытый зал, где миряне слушают проповеди или получают религиозное образование. Используется для произнесения молитв во второй половине дня;
- Ho rakhang (тайск. หอระฆัง) — колокольня, используется для пробуждения монахов и объявления утренних и вечерних церемоний;
- Phra rabiang (тайск. พระระเบียง) — строится вокруг священной внутренней области как обитель для проживания.

Дополнительно у храма строятся крематорий или школа.

### Музыка и танцы
Современный тайский классический танец разделяется на кхон, лахон и фон.

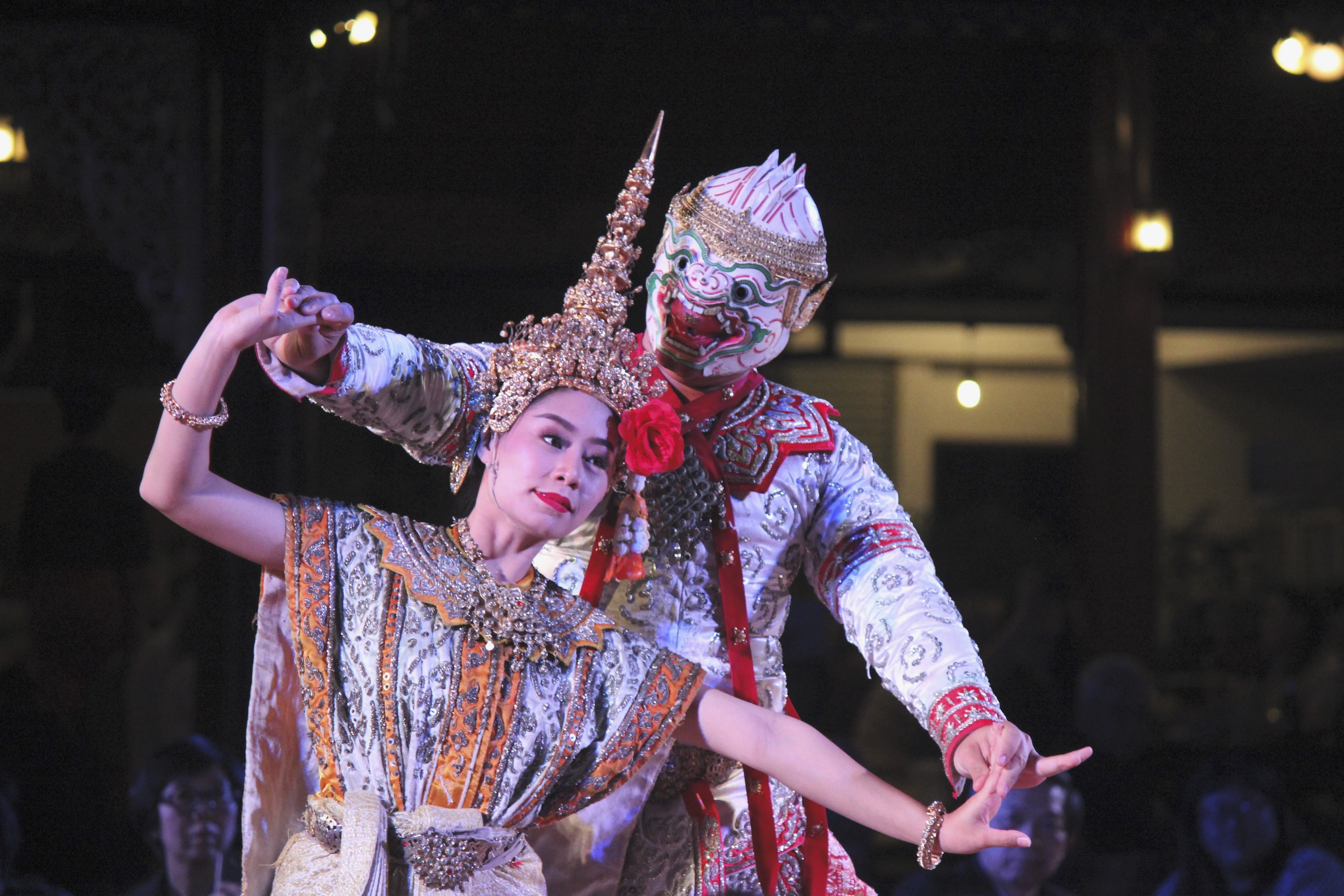
Театр масок Кхон

Театр масок Кхон и другие классические сиамские танцы появились в королевстве Аюттхая. Кхон был древнейшим театральным жанром в стране. Вначале танец Кхон исполнялся только при королевском дворе. Труппа театра состояла только из мужчин. Мужчины исполняли также и женские роли. Существовала и женская версия Кхона — khon phu ying (тайск.:โขน ผู้หญิง). К настоящему времени в театре Кхон работают и женщины.

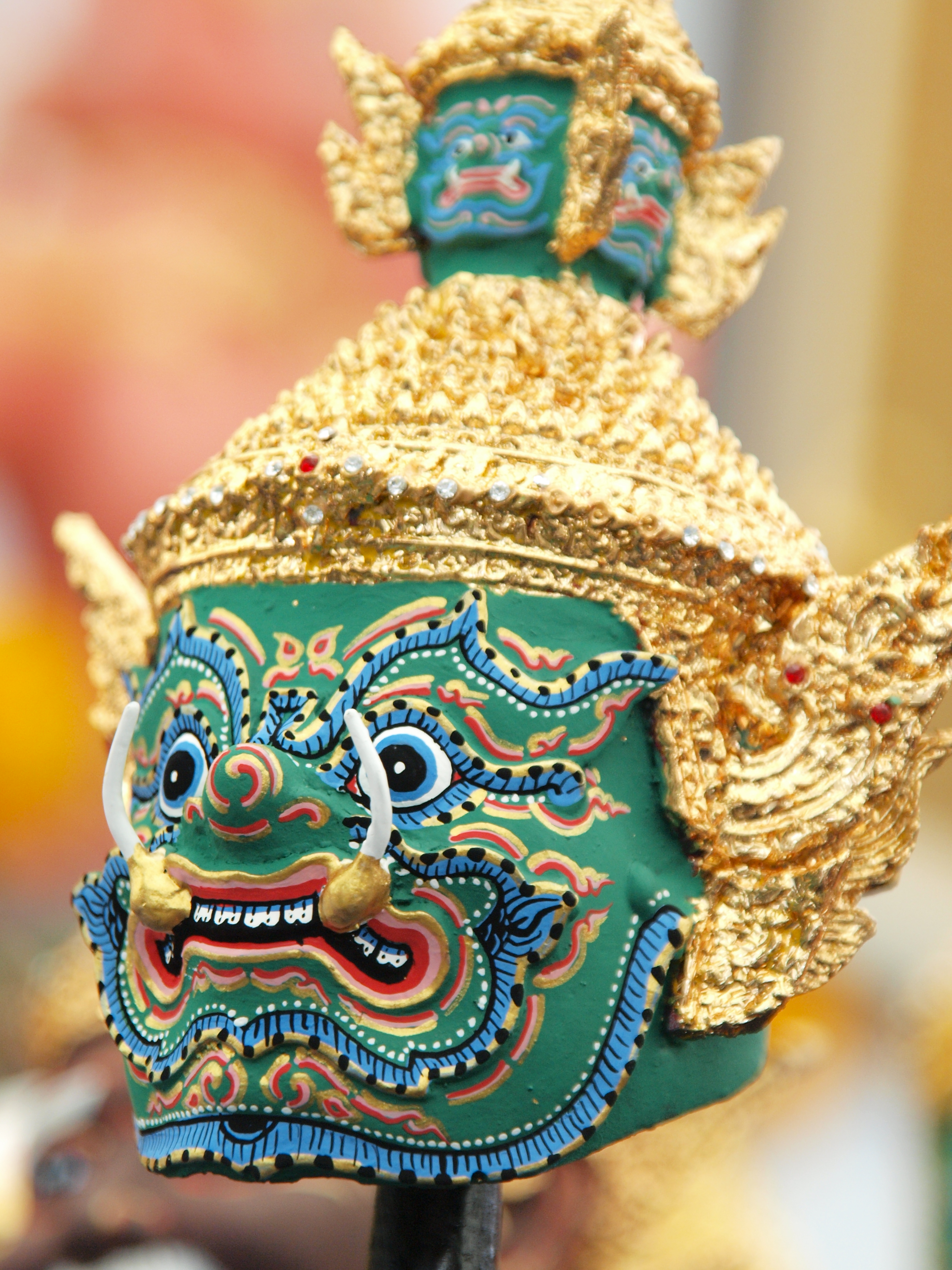
Традиционная маска театра Кхон

Во время представления актёры театра текст не произносят, его читают за сценой. Представление сопровождается игрой оркестра и пением певцов. Все жесты и движение актёров имеют символическое значение. На сцене играются отрывки из Рамакиен. Вначале труппа королевского театра Кхон выступала на открытом воздухе без декораций. Но к середине XIX века появились декорации, украшения сцены, а представления давались во дворце.
Музыка Таиланда включает в себя классические и народные музыкальные традиции. Тайская классическая музыка сложилась около 800 лет назад.
Популярностью в Таиланде пользуются стили традиционной музыки лук тхунг и молам, культовая музыка Пипхат (Piphat), которая символизирует танец драконов.
Для исполнения музыки используются музыкальные инструменты: чин, цитра (Jakhe), барабаны Klong Thap (в форме кубка), Klong Kaek (барабан в форме бочки) и деревянные палочки. Многие композиторы записывали свои произведения в нотной записи. Так композитор Луанг Прадит Файрао (1881—1954) для записи музыки использовал местные формы шифра нотной записи, Монтри Трамот (1908—1995) использовал стандартное западное написание.
Кроме тайской музыки, этнические меньшинства лао, лава, хмонг, акха, кхмеры, лису, карены и лаху сохраняют свои традиционные формы музыки.

### Кухня
Основу тайской кухни составляет блюда из риса. Рис используется для еды с мясом и рыбой, с морепродуктами и др. Здесь выращивают разные виды риса: белый, чёрный, красный, душистый, клейкий. Другой основой для тайских блюд является лапша, которая может быть пшеничная, рисовая, яичная, из муки бобов мунг и др.
Очень распространено в стране тайское карри («kaeng»). Здесь готовится несколько видов карри: Жёлтый карри(Kaeng kari), карри северной тайской кухни (Kaeng khae), зелёный сладкий карри(Kaeng khiao wan), липкий пряный карри (Kaeng phet), кислый карри (Kaeng som), мусульманское карри (Kaeng matsaman), суп с лапшой карри (Khao soi), кремовый мягкий карри (Phanaeng) и др.
Наиболее популярны в тайской кухне блюда: остро-кислый суп Том Ям; острый салат из папайи Сом там; суп Ток Кха Кай (Tom Kha Kai) с кокосовым молоком и с курицей; булочки с колбасой Poh Piah Sod; макароны с соусом Mi Krob; мясо на гриле Yam Nua; рисовая лапша Пад тай и др.

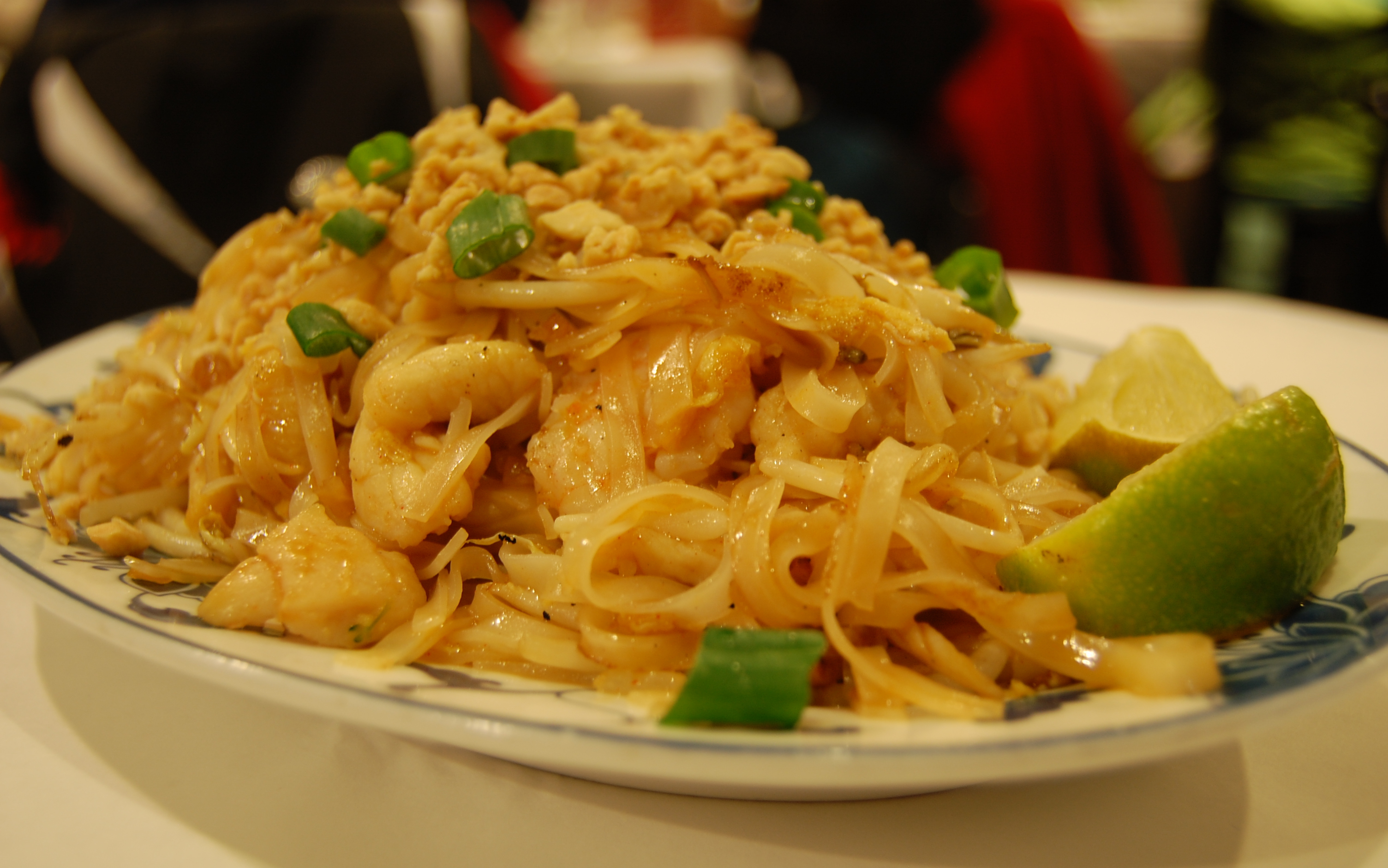
Пад тай
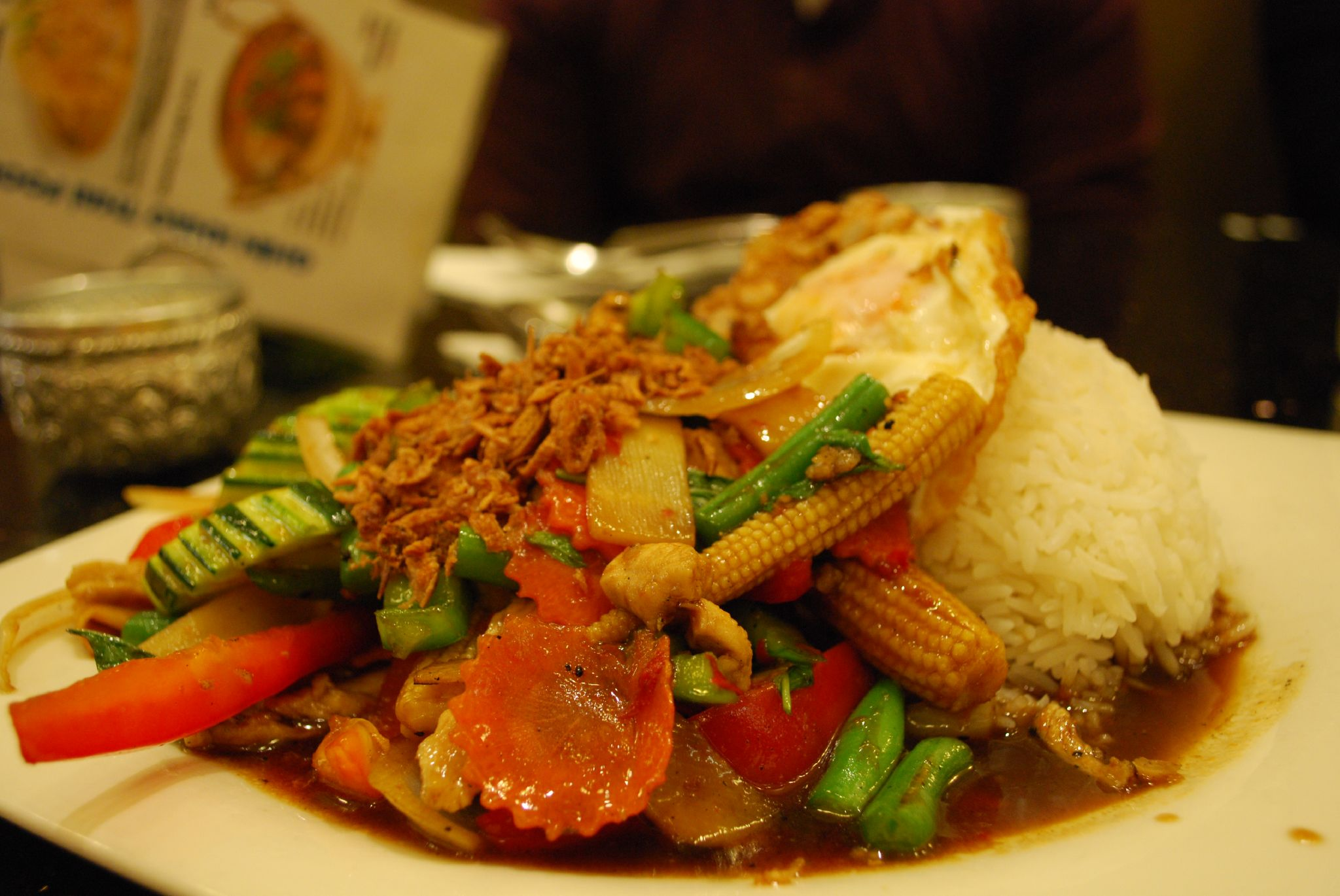
Пад крапау
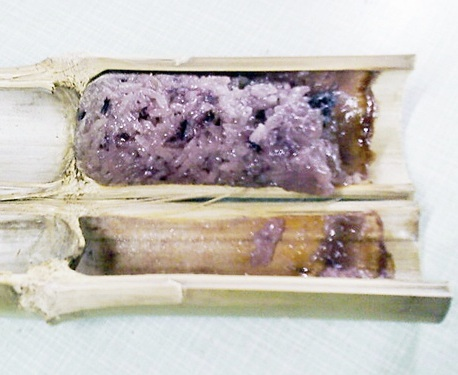
Као Лам
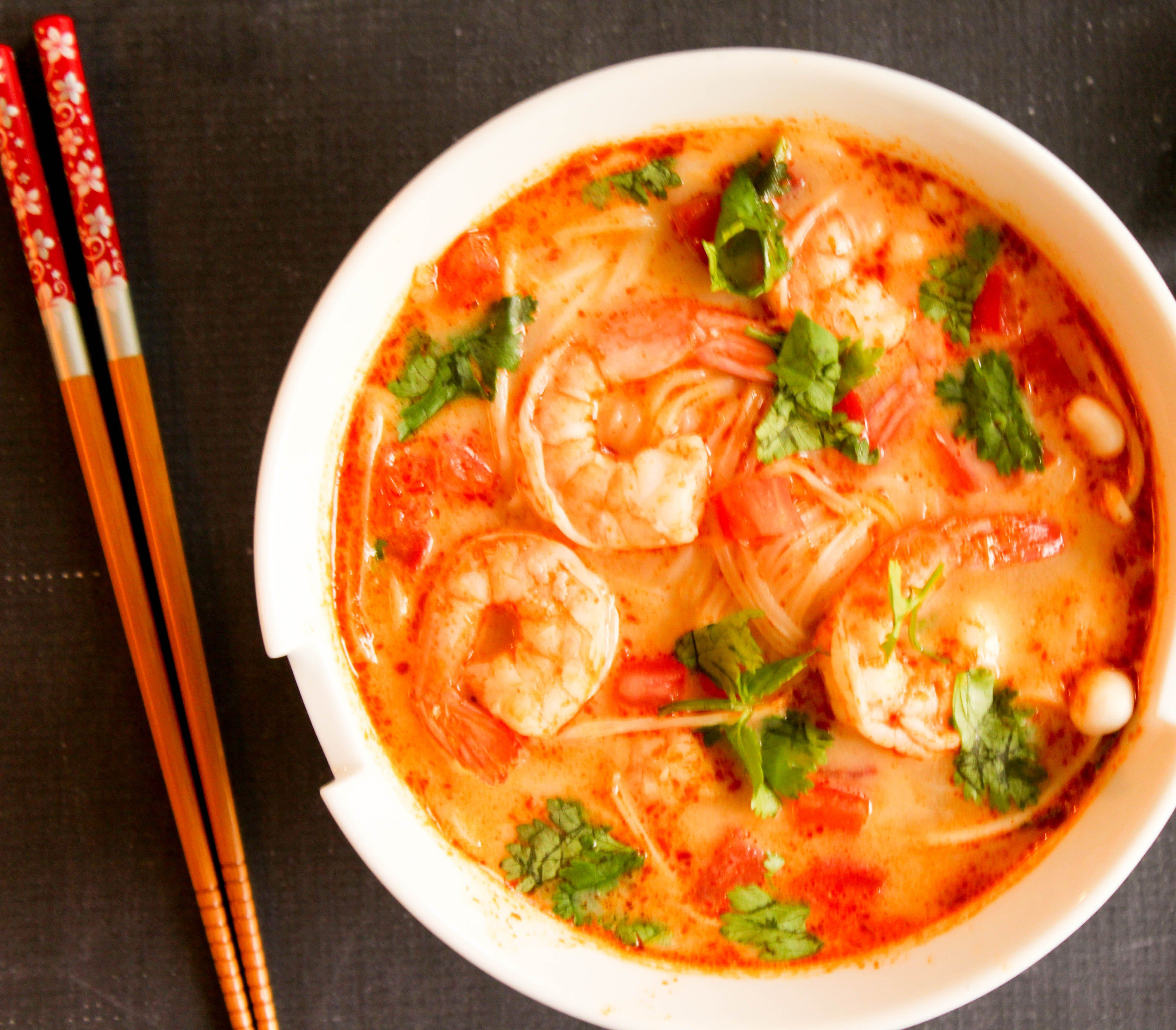
Том ям
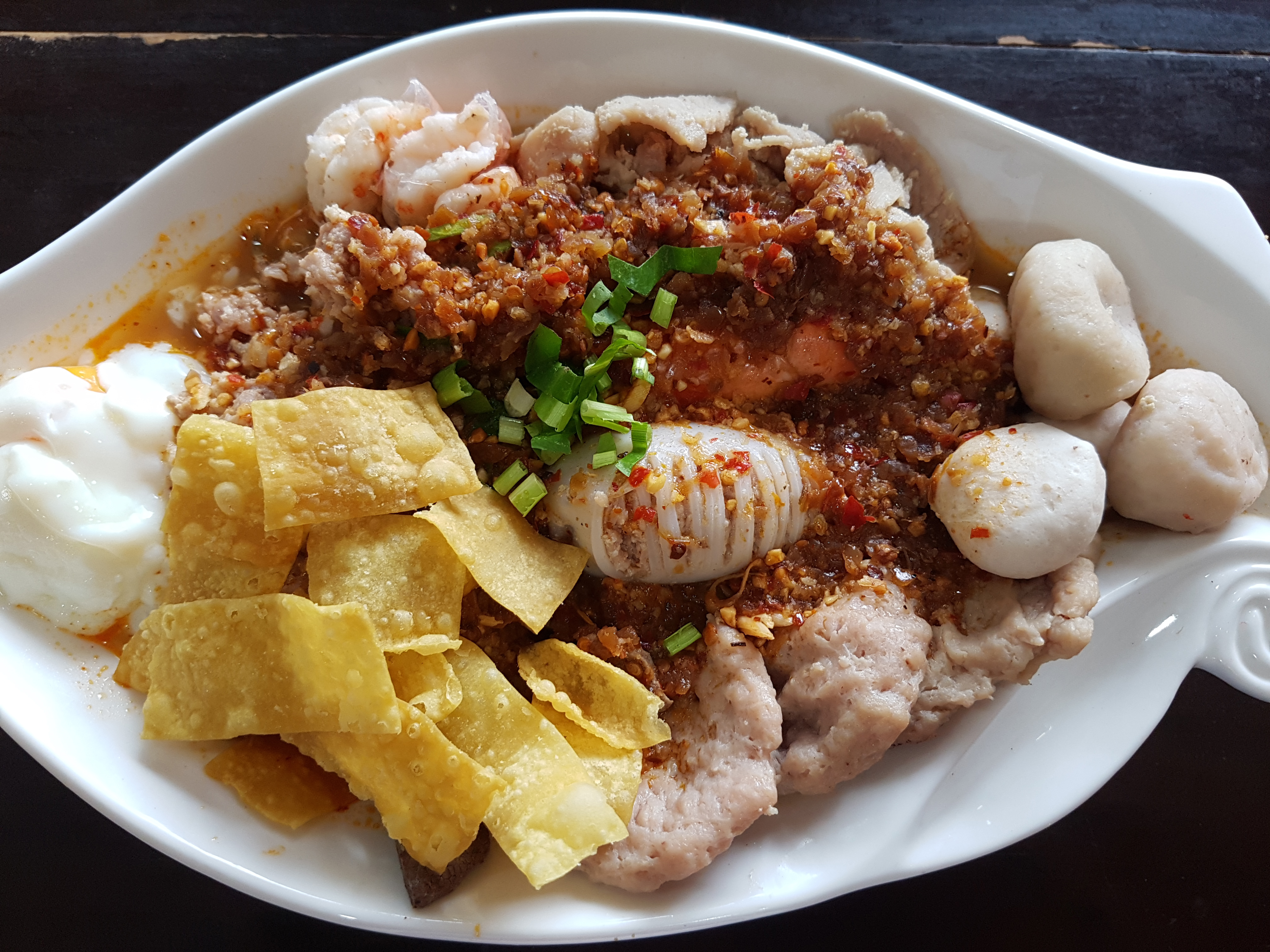
Том ям с лапшой
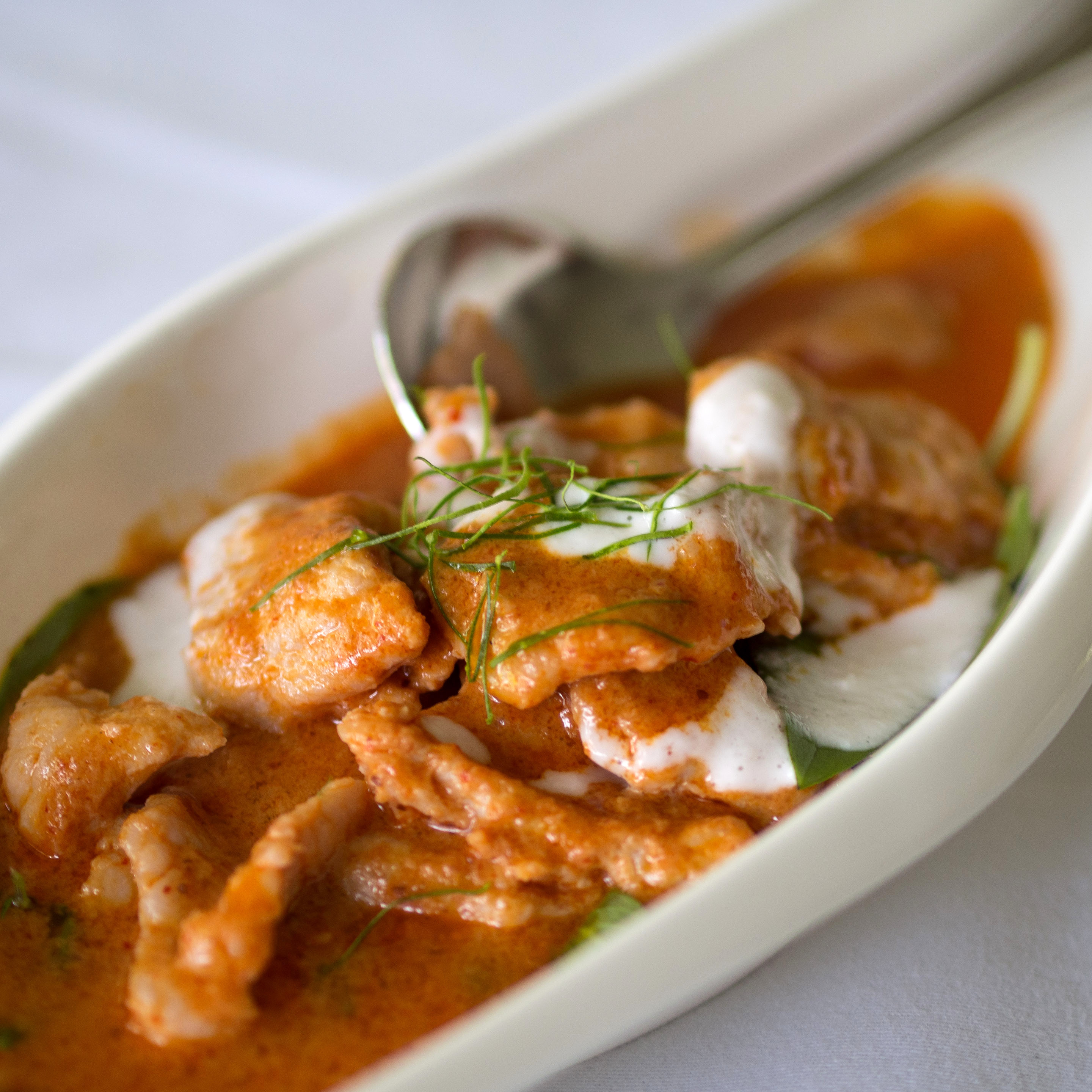
Паненг
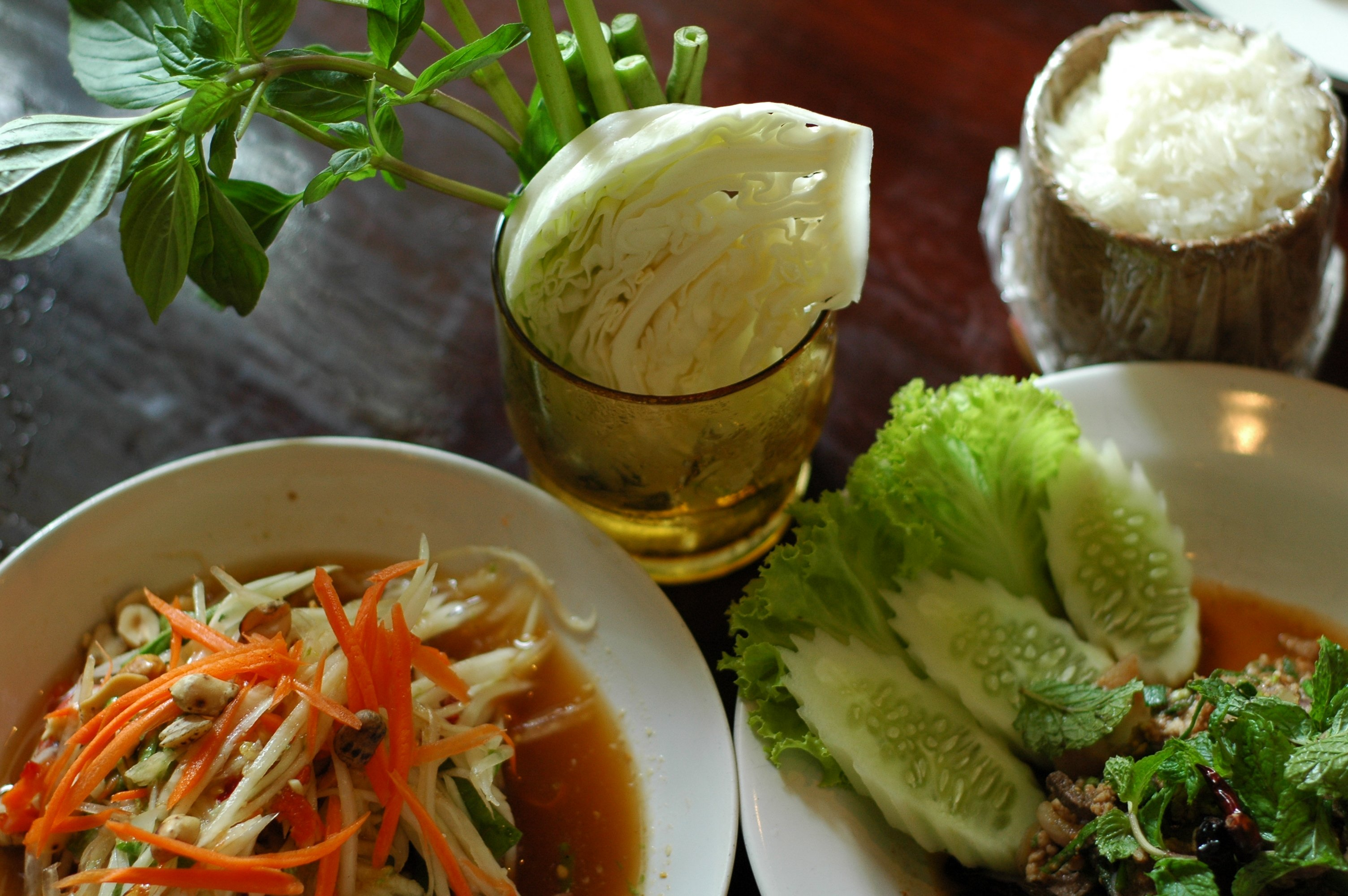
Сом там

### Кино и развлечения
Кинопроизводство в Таиланде появилось в 30-х годах XX века, до этого фильмы снимались эпизодически.
С конца XX века развивается «новая волна» тайского кинематографа. Таиландские режиссёры Пен-Ек Ратанаруанг (тайск. เป็นเอก รัตนเรือง) и Апичатпонг Вирасетакун (тайск. อภิชาติพงศ์ วีระเศรษฐกุล) получили мировую известность, их фильмы номинируются на международных кинофестивалях. В 2010 году фильм «Дядюшка Бунми, который помнит свои прошлые жизни» (тайск. ลุงบุญมีระลึกชาติ режиссёра Апичатпонг Вирасетакун получил «Золотую пальмовую ветвь» каннского кинофестиваля.
Известными тайскими киноактёрами являются Тони Джаа, Мит Чайбанча, Метани Сомбат. Получили известность следующие фильмы о боевых искусствах: «Онг Бак», «Честь дракона», «Шоколад», «Онг Бак 2: Непревзойдённый», «Онг Бак 3». Известные фильмы ужасов: «Фобия», «Фобия 2». Известные фильмы-драмы: «Плохой гений». Известные лакорны (тайские телесериалы — мыльные оперы): «Волны жизни», «Мой законный муж». Известные певцы и танцоры: Пумпуанг Дуангчан, Tата Янг,Бэм-Бэм, Лиса Манобан.

### Фольклор

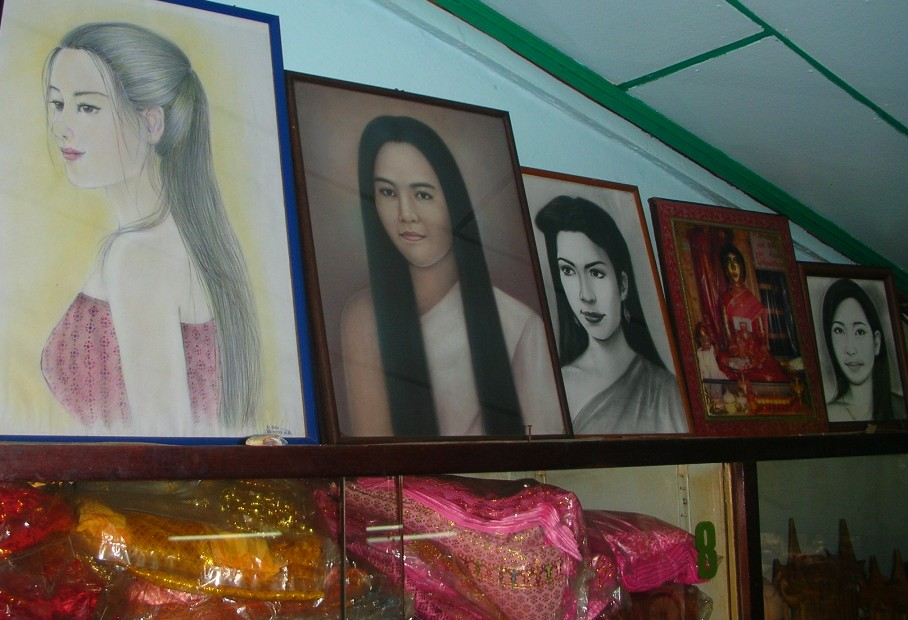
Мае Нак

Ядро тайского фольклора исходит из этнической религии. Долгое время народные верования передавались от одного поколения к другому устно. В тайском фольклоре встречается множество духов: Мае Нак (แม่นาก), Преты (เปรต), Нанг Тани (นางตานี). Народные сказки и легенды Таиланда использовались старейшинами для воспитания подрастающего поколения. Многие из сказок содержат моральные и нравственные уроки, прививающие уважение к старшим, родителям и начальству. Сказания о духовном мире учат детей быть осторожными, оставаться дома ночью, уважать местные обычаи и ритуалы. Многие тайские народные сказки основаны на буддийских текстах.

### Художественные промыслы

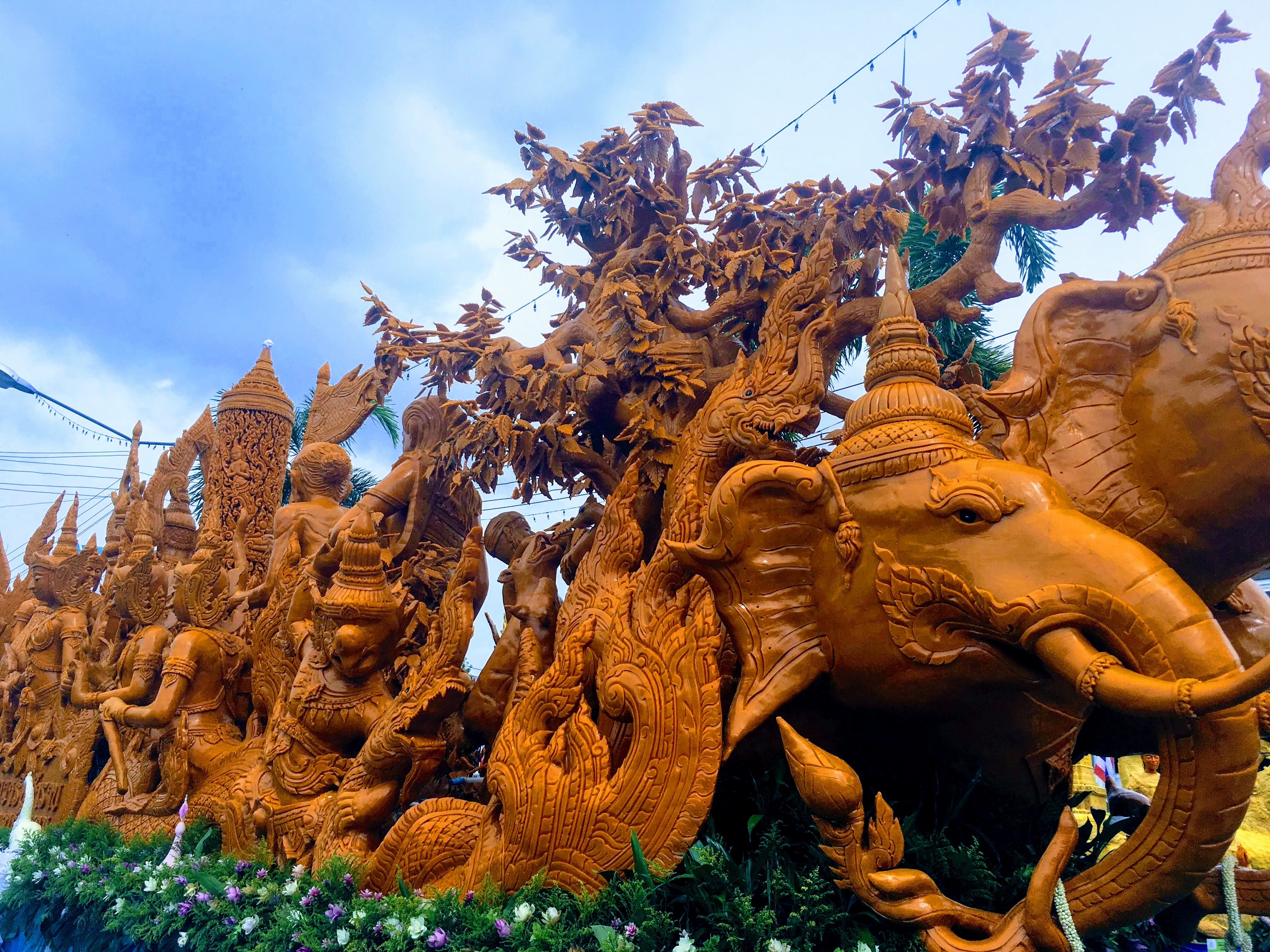
Резная Свеча, Фестиваль свечей в Убонратчатхани

Таиланд славится изделиями народных художественных промыслов. Они встречаются повсюду — самые крупные центры промыслов в Бангкоке и Чиангмае. Таиланд — один из крупнейших в Азии производителей шёлковых и хлопчатобумажных изделий, мебели и резных деревянных изделий. В стране продают керамику, латексные изделия, шкатулки, расписанные веера и зонтики, изделия из бронзы и латуни, тайских кукол, а также ювелирные украшения из серебра и традиционного для Азии «жёлтого» золота с драгоценными камнями (рубины, изумруды, сапфиры).

### Календарь
Тайцы живут по тайскому солнечному календарю (разновидности буддийского календаря), по которому летоисчисление у них начинается со дня смерти Будды в 543 году до нашей эры (таким образом, 2025 год н. э. по григорианскому календарю соответствует 2568 году буддийской эры).

### Спорт
Тайский бокс или муай-тай (тайск. มวยไทย) — боевое искусство Таиланда, произошедшее из древнего тайского боевого искусства муай боран. Термин «муай» исходит от санскритского мавья и тай, в переводе означая «поединок свободных» или «свободный бой».
В современном муай-тай можно наносить удары кулаками, ступнями, голенями, локтями и коленями — из-за этого муай-тай называют «боем восьми конечностей». От карате или ушу муай-тай отличает отсутствие формальных комплексов (ката, таолу), их заменяют базовые связки из двух-трёх ударов, спарринг и работа на «лапах» и мешках.
У себя на родине муай-тай стал популярным ещё в XVI веке, но мировую известность этот вид спорта приобрёл только во второй половине XX века после того, как тайские бойцы одержали ряд впечатляющих побед над представителями других единоборств. Сегодня муай-тай по-прежнему обладает огромной популярностью в Таиланде, где существует даже праздник — «день национального бокса Муай Тай». За пределами Таиланда популярность тайского бокса продолжает расти, во многом благодаря развитию смешанных боевых искусств, интенсивно применяющих муай-тай для боя в стойке.

## Комментарии
1. ↑  Нередко употребляется также написание «Тайла́нд», однако правильным является вариант «Таила́нд» (см., например, Большую советскую энциклопедию).